# Effondrement des immeubles rue d'Aubagne à Marseille
L'effondrement des immeubles rue d'Aubagne à Marseille se produit le 5 novembre 2018 à 9 heures et provoque la mort de huit personnes. Il s'agissait de deux immeubles vétustes du centre-ville, aux nos 63 et 65 rue d'Aubagne, dans le quartier de Noailles. Le no 63, inoccupé, appartenait depuis 2016 à la société d'économie mixte Marseille Habitat ; le no 65 était une copropriété habitée. Les secours démolissent immédiatement l'immeuble adjacent au no 67, vide et fragilisé.
La municipalité, débordée par la gestion du drame, évacue dans les mois qui suivent l'accident au moins 4 500 Marseillais habitant dans 578 immeubles dangereux, dont un tiers à proximité de l'accident. La gestion de la crise s'éternise. Un an après l'accident, des centaines de ménages sont toujours relogés dans des hôtels, le Haut comité pour le logement des personnes défavorisées parle de crise humanitaire. Trois ans après, 1 500 personnes évacuées vivent toujours dans des logements temporaires.
Le drame révèle les dysfonctionnements des services de la ville et de la métropole, qui avaient été alertés par des experts à de multiples reprises avant l'effondrement, et la politique d'urbanisme défaillante de la municipalité dont Jean-Claude Gaudin est le maire depuis 1995. Six élus LR sont épinglés pour la location ou la vente de logements insalubres. L’association un centre-ville pour tous et le collectif du 5 novembre dénoncent la politique de gentrification du centre-ville. La mairie se défend en rejetant la responsabilité de l'accident sur les fortes pluies qui ont précédé l'accident, l'inertie administrative et les propriétaires privés.
Une information judiciaire contre X, pour « homicides involontaires » aggravés « par violation manifestement délibérée d'une obligation de prudence ou de sécurité » est confiée trois semaines après le drame à un pôle de trois juges d'instruction. Ils reçoivent mi-juin 2020 un rapport d'expertise selon lequel l'effondrement a été déclenché par la rupture d'un poteau supportant le plancher du rez-de-chaussée du no 65. Les experts estiment que le drame est la conséquence d’un grand nombre de « manquements majeurs », de la part de la municipalité mais aussi de plusieurs spécialistes informés de l’état des immeubles depuis 2014.
Les mises en examen débutent en novembre 2020 avec celles de Marseille Habitat (propriétaire du no 63, l'immeuble vide), de Julien Ruas (proche de Jean-Claude Gaudin et son adjoint chargé du service de gestion et prévention des risques), de Richard Carta (l’expert qui a visité le no 65 quelques jours avant le drame), et de la SARL cabinet Liautard (syndic de copropriété chargé du no 65, habité par les victimes), mais aucun des propriétaires. L'enquête est bouclée en octobre 2023. Dans le réquisitoire définitif, les mis en examen sont tous soupçonnés d'avoir commis des « fautes caractérisées (...) qui ont exposé autrui à un risque d’une particulière gravité ». Le directeur général de Marseille Habitat (propriétaire du no 63) et un de ses cadres, le gestionnaire du cabinet Liautard, et 4 propriétaires du no 65 (dont le conseiller régional LR Xavier Cachard) sont cités par les parties civiles, qui sont au nombre de quatre-vingt sept.
Seize prévenus sont jugés à partir du 7 novembre 2024 et pendant 6 semaines : douze personnes physiques et quatre sociétés, des copropriétaires  et un ancien adjoint de l’ex-maire LR Jean-Claude Gaudin. Il est démontré durant le procès que les effondrements étaient inévitables compte tenu de l'état des immeubles, mais les locataires n'avaient pas été mis à l'abri et les travaux entrepris étaient inefficaces, voire contreproductifs. Le 7 juillet 2025, dix des seize prévenus sont condamnés. Xavier Cachard — qui annonce son intention de faire appel — et deux autres copropriétaires poursuivis sont notamment condamnés à de la prison ferme à effectuer sous bracelet électronique, et l’ex-adjoint au maire Julien Ruas à de la prison avec sursis et à une interdiction d’exercer une fonction publique. Le parquet, les prévenus et les parties civiles font appel.
En parallèle, à la suite de la création début 2019 par le parquet d'un « groupe local de traitement de la délinquance dédié à la lutte contre l'habitat indigne » qui mène des dizaines d'enquêtes, plusieurs marchands de sommeil marseillais sont condamnés pour des faits relevant de l’insalubrité, certains d'entre eux à des peines de prison.

## La vétusté du parc marseillais
L'accident témoigne de la vétusté de l'habitat marseillais en 2018, (cette année-là 100 000 Marseillais vivaient dans des taudis d'après la fondation Abbé-Pierre pour le logement des défavorisés, et 13 % de l'habitat marseillais était indigne) et de l'inaction de la mairie,,.
Déjà en 2015, un rapport de l'inspecteur général honoraire de l’administration du développement durable intitulé « Parc immobilier privé à Marseille » commandé et rendu public par la ministre du logement, Sylvia Pinel accablait la Municipalité. Il concluait que « 100 000 personnes vivent dans des logements insalubres à Marseille »,.
Après la catastrophe, le Haut comité pour le logement des personnes défavorisées (HCLPD) rend public le 21 novembre un rapport remis au président de la République Emmanuel Macron et au Premier ministre Édouard Philippe au titre évocateur de « Marseille : de la crise du logement à la crise humanitaire »,. Il y est constaté que « les effondrements rue d’Aubagne ne relèvent pas de faits divers accidentels et imprévisibles. [Ils] résulte[nt] d’une continuité de dysfonctionnements […] des acteurs publics », pointant ainsi du doigt la responsabilité de la mairie et de l’État, et rappelant que « le préfet aurait pu mettre en demeure la ville afin qu’elle instruise les dossiers d’insalubrité ». Au même moment, en novembre 2019, Marsactu, le Ravi, La Marseillaise et Mediapart décrivent à quel point une partie du parc immobilier municipal a été mal entretenue: la ville possède dans les plus anciens quartiers de la ville 51 bâtiments dans un état particulièrement vétuste. La municipalité explique que ces immeubles avaient été acquis par la ville à bas prix et pour en faire des logements sociaux. Toutefois, selon la chambre régionale des comptes, la municipalité n'aurait pas eu une connaissance adéquate du mauvais état de ces bâtiments,,. Les bâtiments publics ne sont pas épargnés. En 2013, la préfecture de police est sous le coup d’un arrêté de péril imminent, les travaux sont prévus pour 2019,.
En septembre 2018, une note confidentielle de l'Agence régionale de santé dévoilée par Le Monde le 9 novembre, étrillait les services de la mairie,,,: les dix agents du service communal d’hygiène et de santé (SCHS) de la ville « ne possèdent pas de qualification particulière les rendant aptes à apprécier les aspects techniques et juridiques nécessaires à la mise en œuvre des procédures complexes en matière d’insalubrité »: ils « soutiennent souvent que les dégradations constatées sont dues essentiellement aux modes d’occupation », « ont tendance à sous-évaluer la gravité des dysfonctionnements qu’ils relèvent », et lorsque des travaux sont exigés « il suffit que le bailleur écrive que le locataire refuse les travaux et le dossier est classé » sans vérification préalable. Les arrêtés préfectoraux d’insalubrité sont très rares, aucun arrêté préfectoral d'insalubrité n'a été pris en 2016, six dossiers auraient été transmis au CoDERST en 2017, et neuf jusqu'en novembre 2018, alors le nombre de logements potentiellement indignes est évalué à 40 000. D'après Marsactu, les travaux demandés dans ces arrêtés d'insalubrité pris en 2017 n'avaient pas encore été entrepris début 2019. Un ancien cadre de la Soleam témoigne pour Marsactu du « manque réel de formation du personnel communal [des services de lutte contre l’insalubrité], des moyens techniques et humains très insuffisants, malgré quelques bonnes volontés particulières » et d'un service communal chargé de la sécurité du bâti « totalement dysfonctionnel [avec] un vrai problème de compétences, de formation et de volonté [qui] pose un problème d’ordre politique »; d'après lui, « le quartier de Noailles était la dernière priorité des interventions de la ville en matière d’urbanisme ». L'étude « Quelle cohésion sociale métropolitaine aujourd’hui et demain ? », commandée par l’Agence nationale de la rénovation urbaine (ANRU) et remise en 2017 aux collectivités décrivait le marché de l’habitat indigne dans le quartier de Noailles, et les raisons pour lesquelles de nombreux immeubles dégradés sont abandonnés.
Or, les arrêtés de péril, et plus généralement les politiques urbaines, relèvent de la compétence de la mairie,, qui doit ordonner au propriétaire de faire des travaux d’urgence ou procéder à l’exécution d’office des travaux prescrits. Le magazine Capital relève que quelques semaines avant l'accident, le tribunal administratif de Marseille avait rappelé à la municipalité ses obligations de procéder à l’exécution d’office de travaux dans le cas d'un arrêté de péril imminent datant de 2011. La ville avait débloqué en 2014 pour une durée de 4 ans 2 millions d'euros pour des opérations liées à la rénovation de l'habitat insalubre (avec pour objectif « d’aider à l’application de procédures coercitives en accompagnant les services de la ville de Marseille dans le suivi des dossiers »), mais n'en a consommé qu'une toute petite partie; cette information contredit les affirmations de la municipalité selon lesquelles « [ces travaux d’office] sont des dossiers très compliqués à monter juridiquement. [Mais] avant le drame de la rue d’Aubagne, on n’avait pas de juriste dédié à ça. »,,,. D'autres immeubles que ceux de la rue d'Aubagne sont évacués avant le 5 novembre 2018 : rue Saint-Pierre le 29 octobre 2018, rue Rodolphe-Pollak le 1er novembre 2018, rue Tapis-vert du 13 juin; leurs habitants étaient encore logés à l'hôtel début mars 2019.

## Les alertes et expertises précédant l'effondrement

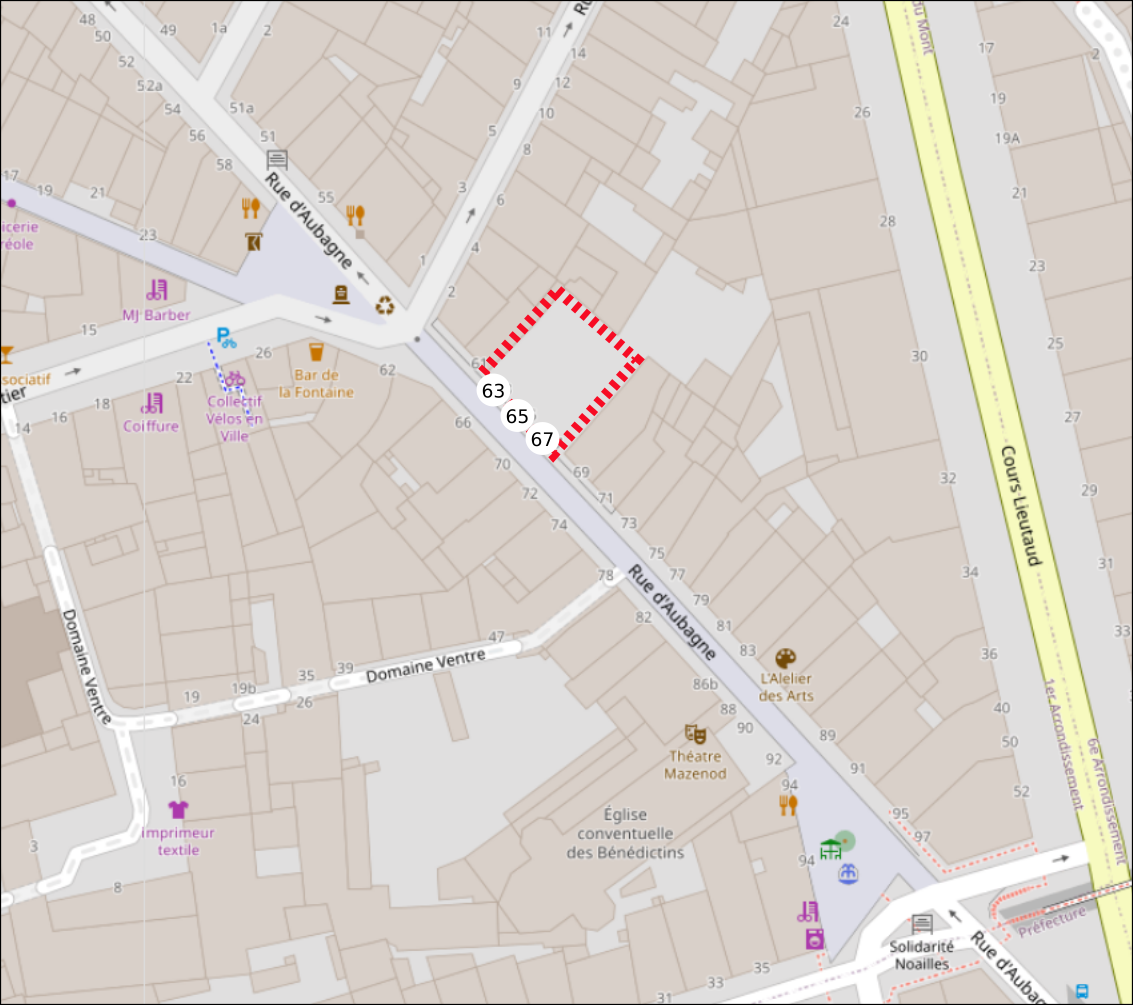
Situation des immeubles n° 63, 65, 67 rue d'Aubagne.

Les bâtiments effondrés avaient été construits au XVIIIe siècle sans fondations, avec des murs directement déposés sur le sol. Cette affirmation concernant l’absence de fondation est contredite par Olivier Barancy dans le prologue à son essai, « Plaidoyer contre l’urbanisme hors-sol et pour une architecture raisonnée ». II écrit notamment ceci : « Ces murs en moellons calcaires sont évidemment fondés, contrairement à ce qu’on a pu lire, sinon ils ne seraient pas stables ; les caves (quand elles existent) en sont la preuve tangible. »
L'état des deux immeubles aux nos 63 et 65 rue d'Aubagne était bien connu de la mairie et de la justice,,,,,. Un expert désigné par la justice décrivait en 2015 l'état de délabrement des immeubles aux nos 63, 65 et 67, de la rue d'Aubagne, la présence de fissures, dont certaines très ouvertes, et le fait que les immeubles s'appuient les uns sur les autres. Benoît Gilles avait publié en 2016 dans Marsactu une série d’articles sur l'habitat de ce quartier écrivant déjà à l'époque: « Au 63 rue d’Aubagne et au 13 rue de l’Arc, des oriflammes sales jadis bleus flottent au vent. La société d’économie mixte de la ville, Marseille Habitat, y annonçait fièrement que ces immeubles allaient faire l’objet de rénovation dans le cadre d’un plan d’éradication d’habitat indigne [entre 2002 et 2016]. Dans le premier, des travaux de consolidation ont été entrepris mais semblent arrêtés. (...) Une forte odeur de moisi ne rassure pas le visiteur sur l’état du bâti. » Un rapport 2018 de la Soleam (société locale d'équipement et d'aménagement de l'aire marseillaise) évaluait à 48% des immeubles l’habitat indécent ou dégradé dans le quartier de Noailles, 20,5 % d’entre eux (dont les 63 et 67 rue d'Aubagne), présentaient des présomptions de péril ou d’insalubrité; le 65 était épinglé pour l'indécence du logement.
L'expert Reynald Filipputti alerte la mairie le TGI et le syndic le 19 décembre 2014, puis le 20 octobre 2017, sans jamais recevoir de réponse; il analyse dans un rapport rendu le 28 septembre 2018 que les désordres pourraient avoir été causés au cours des dix dernières années par la présence permanente d’eau dans les caves de cet îlot d’immeubles. Cette hypothèse sera confirmée le 29 novembre par les experts mandatés par l'État, sans qu'ils puisent identifier l'origine de l'eau stagnante. La municipalité est à nouveau alertée par une note intitulée « Constat de faiblesse structurelle représentant un risque pour les biens et les personnes à court terme au 65 et 67 rue d’Aubagne » en 2017, et encore une fois quelques semaines avant le drame, selon les informations révélées le 13 décembre 2018 par les journalistes d'Envoyé spécial,,. Le rapport de l’expert judiciaire Bernard Bart remis aux juges d’instruction en janvier 2019 évoque à propos des trois immeubles 63/65/67 « une situation d’extrême gravité connue depuis des années ».
Selon le réquisitoire définitif du procureur en 2024, Julien Ruas, l'ancien adjoint de Jean-Claude Gaudin et délégué depuis 2014 à la prévention et à la gestion des risques « a délibérément délaissé sa mission d’organisation et de gestion des services de la ville en charge des périls, alors même que cela entrait pleinement dans sa mission. Il met en avant pour justifier les dysfonctionnements graves le manque de moyens dont il a pu être l’artisan ».

### L'immeubleno63
Un arrêté de péril imminent existait pour l'immeuble au no 63 depuis 2008,, mais les premiers arrêtés de péril remontent à 2005. Marseille Habitat avait réalisé à la place des copropriétaires des travaux d’office de traitement d’urgence en 2008. L'expert désigné en 2009 par le tribunal de grande instance (TGI) n'a rendu son rapport qu'en 2013, apparemment faute de coopération du syndic. En 2012, Arlette Fructus, adjointe au maire et déléguée au logement avait alerté le président du TGI. Marseille Habitat possédait 80% de la copropriété au no 63 dès 2013. L'immeuble est acquis par la ville en 2017 par voie d’expropriation, la copropriété ayant été jugée en état de carence,, puis abandonné par la ville. À l'état de ruine,, le no 63 était dans la liste des 500 immeubles visés par le plan d’éradication de l’habitat indigne (EHI), mais seule la sécurisation de la façade a été réalisée,. Selon le syndic de l'immeuble voisin, « Il manquait une partie de la toiture à l’arrière, et cet immeuble n’avait plus d’ossature. Le sol était en terre battue et l’eau ruisselait vers le no 65. » Le rapport de Bernard Bart confirme l'absence de toiture à l'arrière du no 63 (et la responsabilité de Marseille Habitat), contredisant Arlette Fructus qui affirmait que le bâtiment était couvert pendant la conférence de presse municipale du 8 novembre. D'après Libération, une demande de travaux avait été refusée en 2017 par l’architecte des bâtiments de France pour des raisons esthétiques, mais La Marseillaise dément, en expliquant que les protections d’immeubles ne sont pas un obstacle aux réhabilitations structurelles et que l’AVAP n’a jamais protégé la façade du no 63. Des images prises pendant une visite d'expertise le 25 octobre 2018 témoignent de l'état de délabrement de l'immeuble. Le procureur estime dans son réquisitoire final que Marseille Habitat a « fait preuve d’attentisme », en ignorant les très nombreuses alertes et en  repoussant contamment des travaux : « il y a eu indiscutablement un refus délibéré d’engager des travaux coûteux pour préserver des vies potentiellement exposées, en privilégiant la préservation des deniers ».

### L'immeubleno65
L'immeuble au no 65, un trois fenêtres marseillais, avait fait l'objet de plusieurs arrêtés de péril, le dernier trois semaines avant l'accident. Il avait été évacué temporairement le 18 octobre,. L'expert Richard Carta, missionné par le tribunal administratif, n'examine alors ni le sous-sol ni les appartements, et pose un « diagnostic erroné » en recommandant des travaux d’urgence sur une cloison qui vont aggraver la situation. Selon le réquisitoire définitif du procureur en 2024, M. Carta « s’était accoutumé à visiter des immeubles vétustes et des “65”, il en voyait régulièrement, pensant comme tout un chacun non expert qu’un immeuble, ça ne s’effondre pas ». La mairie expliquera après l'effondrement que l'immeuble avait fait l’objet ce jour-là d’« une expertise des services compétents qui avait donné lieu à la réalisation de travaux de confortement permettant la réintégration des occupants ». La cage d’escalier du no 65 s'affaisse en partie quinze jours avant l'accident. Dix jours avant l’effondrement (le 26 octobre), plusieurs experts, dont Reynald Filipputti, visitent à nouveau la cave du no 65, sans relever l’état de délabrement du poteau qui supporte le rez-de-chaussée, et dont la rupture causera l’effondrement. D'après une habitante du no 65, des vitres avaient explosé le vendredi 2 novembre, et sa porte d'entrée avait bougé et ne fermait plus ; averti, le cabinet Liautard n'aurait pas réagi,,. Un autre miraculé du même immeuble était en route vers le syndic, alerté par les fissures de l'immeubles qu'il venait de filmer,, au moment où celui-ci s'est effondré. Valérie Marcos, gérante de Liautard, le syndic de l'immeuble, déclare au Monde que « le bâtiment était en bon état et entretenu. Ce n’était pas un immeuble insalubre », et que c'est l'immeuble au no 63 qui est à l'origine de la catastrophe; les rapports des experts mandatés par la justice lui donneront tort. Selon le réquisitoire définitif du procureur en 2024, l'immeuble au no 65 aurait dû être évacué définitivement en 2017, et son effondrement était inéluctable à compter de mi-octobre 2018, mais le syndic s'est contenté d'effectuer des réparations d'urgences « cosmétiques », mais n'a pas cherché à mobiliser des fonds pour engager de gros travaux.

### L'immeubleno67
Une subvention de plus de 180 000 € pour la rénovation complète du no 67 avait été accordée par la métropole en 2013 au cabinet Berthoz, dans le cadre des aides de l’Agence nationale de l’habitat pour l’habitat ancien, puis retirée parce que les travaux n'ont pas commencé dans le délai d’un an. Depuis 2014, l'agent immobilier Jacques Berthoz, propriétaire du no 67, s'adressait à la justice, accusant l'état de l'immeuble en copropriété du n° 65 d’être à l’origine de la dangereuse fragilisation de son propre immeuble. L'expert Reynald Filipputti, inquiet de la statique du bâtiment, avait alors prévenu le service municipal de prévention et de gestion des risques. Il dut renouveler son alerte en octobre 2017. Une expertise recommanda des travaux immédiats d’étayage qui ne seront jamais réalisés.
La désagrégation d’un jambage en pierre de la porte d’entrée du no 67 est signalée par une passante le 25 septembre 2018 ; elle fait des photos d'une énorme fissure et des débris de pierre tombés au sol, qui sont transmises à l'élu Julien Ruas.

## Victimes

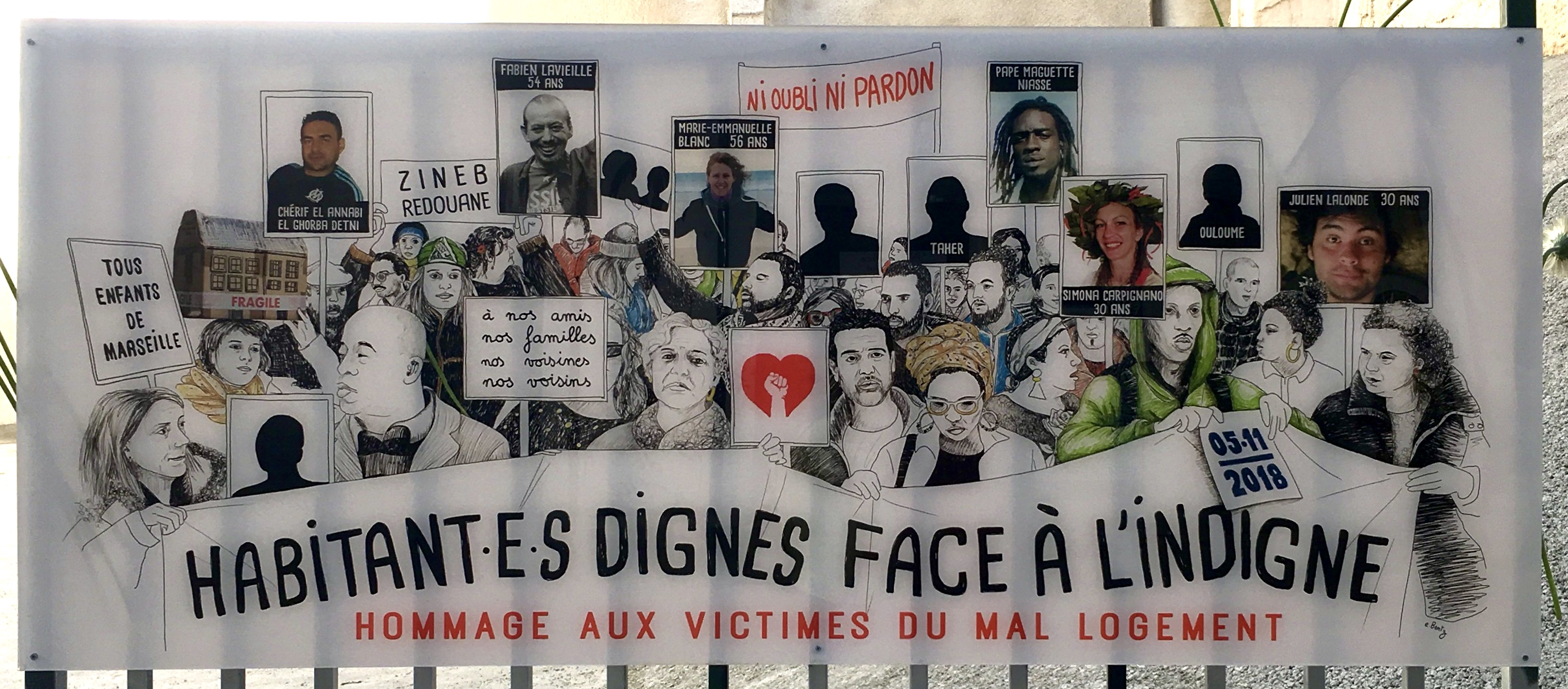
Bannière en hommage aux victimes de la rue d'Aubagne, accrochée en 2022 sur la grille interdisant l'accès au site de l'effondrement.

Au moment de l'accident,,,, 9 appartements sur 10 de l'immeuble en copropriété au no 65 étaient habités. L'immeuble du no 63 était muré, et squatté d'après un voisin, mais aucune victime n'a été retrouvée sous ses décombres.
Le bilan définitivement arrêté le 10 novembre est de huit morts retrouvés ensevelis dans les décombres du n° 65, rue d’Aubagne,,,. Il s'agit de,,,,,,:
- Au deuxième étage : Julien Lalonde-Flores , un jeune homme franco-péruvien qui venait de fêter ses 30 ans[86],[92]; Taher Hedfi, 58 ans, d'origine tunisienne, et Chérif Zemar, un Algérien de 36 ans, marié et père d’un enfant ; ils étaient invités chez Rachid, absent au moment du drame[86] ;
- Au troisième étage : Fabien Lavieille, un artiste-peintre de cinquante deux ans ; Simona Carpignano, une étudiante italienne de 30 ans originaire de Tarente, dans les Pouilles ; Pape Magatte Niassé, un italien d'origine sénégalaise de 26 ans, il était chez Simona le jour de l'accident ;
- Ouloume Saïd Hassani, 55 ans, originaire des Comores[93] et mère de six enfants ;
- Marie-Emmanuelle Blanc, une artiste verrière grenobloise âgée de 55 ans, qui vivait au cinquième étage.

Fin janvier 2019, les frais d'obsèque et de rapatriement de plusieurs victimes n'avaient pas encore été remboursés, contrairement à ce que prévoyaient les délibérations de la municipalité en janvier 2018, selon laquelle « les ultimes remboursements » devaient avoir lieu incessamment.

## Évacuations

Nombre de Marseillais évacués de leurs logements dans les mois qui suivent les effondrements des immeubles de la rue d'Aubagne en novembre 2018 (sans compter l'évacuation du bâtiment du parc Corot).

Nombre d'immeubles évacués à Marseille, dans les trois années qui suivent les effondrements. Source : ville de Marseille.

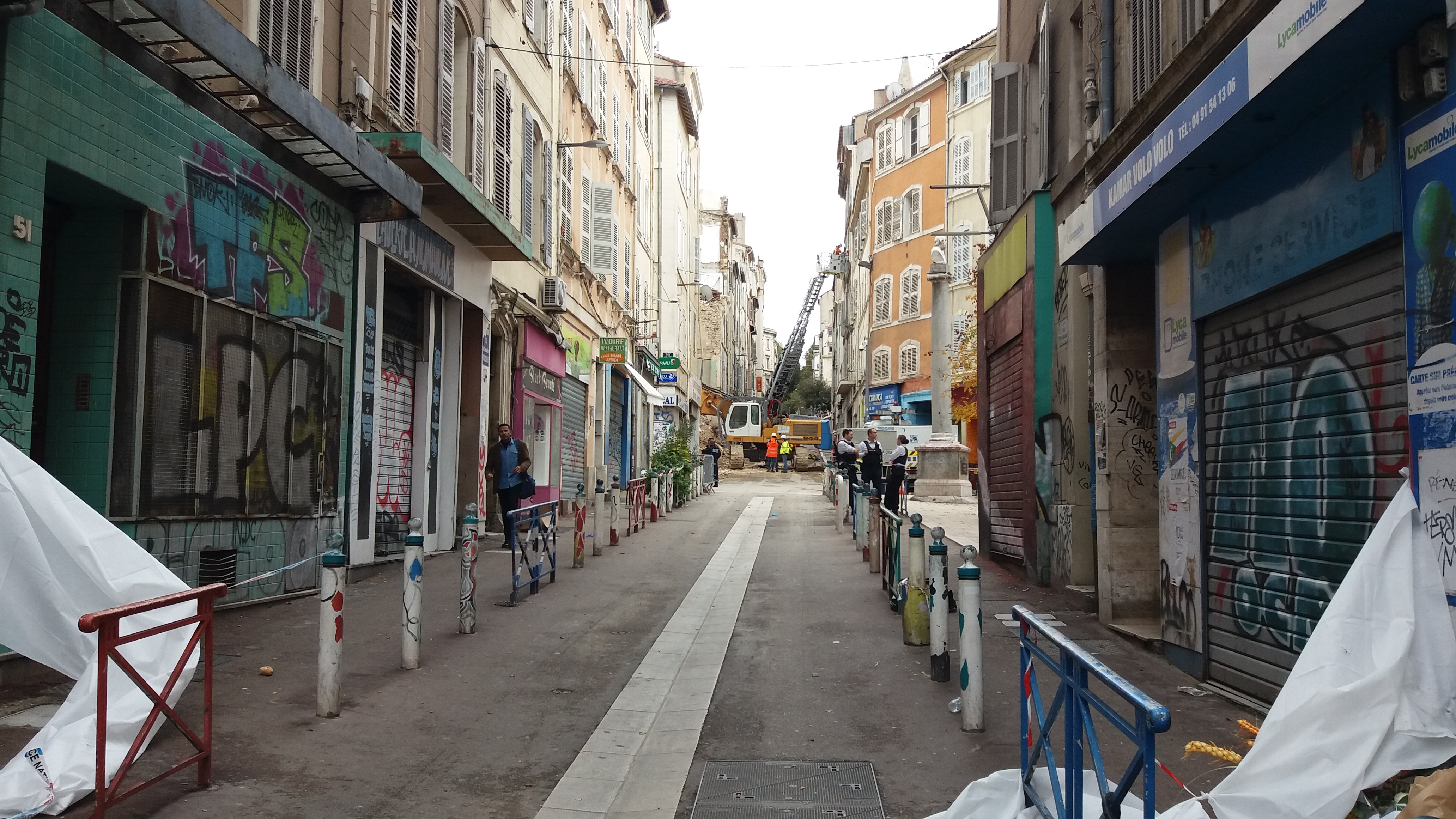
La rue d'Aubagne, après l'effondrement des deux immeubles.

Une centaine de personnes sont évacuées le jour de l'accident, elles sont plus d'un millier 10 jours plus tard, après l'application soudaine d'un principe de précaution qui fait se multiplier les évacuations,,, dans une atmosphère de psychose. La Marseillaise publie une carte des logements évacués et Marsactu une chronologie des mises en péril. Élisabeth Dorier, une géographe du Laboratoire Population - Environnement - Développement, s'est associée aux militants pour cartographier le parcours des délogés,.
La prise en charge par la mairie est laborieuse, sa communication envers les sinistrés est critiquée, et la détresse de ceux-ci est très grande,. Flavie Derynck, responsable de la cellule d’urgence médicopsychologique mise en place pour les délogées, décrit dans Libération les effets d’une vie dans une chambre d’hôtel et conclut: « Il y a toujours un problème de compréhension de la part des autorités. Elles n’ont pas encore percuté que 2 000 personnes à la rue, sans compter ceux qui ne se sont pas encore manifestés, c’est un problème de santé publique ». L'état psychologique des enfants évacués inquiète particulièrement,. La cellule de soutien psychologique mise en place par l'ARS rue beauveau est renforcée en septembre 2019, mais le collectif du 5-novembre considère que c'est un effet d'annonce.
À la veille de Noël 2018, près de 1 600 Marseillais n’ont toujours pas de domicile, 200 immeubles sont évacués dont 100 frappés de péril imminent. Certains relogés doivent faire face à des invasions de punaises de lit,. Les personnes évacuées se disent abandonnées par la mairie,, qui, dépassée par les évènements, transmet à deux syndics les données confidentielles concernant les signalements. La ville cesse de communiquer les chiffres des évacuations à partir de début février 2019, mais la conseillère régionale (LR) Isabelle Savon a mentionné en public le 15 mars le nombre de 3 000 personnes. En avril 2019, le service municipal chargé des périls est en crise et ne peut plus faire face aux nouveaux signalements. Au printemps, 700 personnes sont encore logées à l'hôtel, cela pose problème aux hôteliers réquisitionnés, dont les chambres sont réservées pendant la saison estivale, et aux familles musulmanes hébergées, qui ne peuvent pas suivre correctement les rites du Ramadan. Dix mois après le drame, la municipalité peine à mettre à jour les listes électorales dans le cas des délogés, dont certains sont menacés de radiation. Un an après le drame, des centaines de ménages sont encore relogés à l'hôtel. La situation de beaucoup de familles se dégrade encore au moment de la pandémie de covid-19, même si la solidarité se met en place pour aider les familles démunies confinées à l'hôtel ou dans des logements insalubres.
Sur les 144 immeubles évacués le 20 novembre, seulement 12 arrêtés de péril imminent ont été pris immédiatement, faute d'experts en nombre suffisant. Sans arrêtés de péril, les délogés ne peuvent pas faire valoir leurs droits et doivent continuer à payer leurs loyers. La plupart des évacuations est probablement illégale et une habitante évacuée saisit la justice mais elle est déboutée. D'autres habitants cherchent à résister aux évacuations. Sans arrêtés de périls, la ville ne peut pas non plus réclamer aux propriétaires les sommes engagées pour le relogement temporaire, ce qui devrait lui coûter des centaines de milliers d’euros. Certains propriétaires qui ont perdu leurs loyers du fait des expulsions présentent la facture à la mairie. Le tribunal administratif rejette la faute de ces délais sur la mairie. Autre difficulté: certains propriétaires n'ont pas les moyens de faire les travaux qui conditionnent la réintégration,, ou sont empêchés de les faire par un arrêté de péril. Le promoteur immobilier Alliance 52 propose le rachat de certains immeubles évacués,,, et certains marchands de biens font des offres de 30 % inférieures au marché, participant à ce qu'un observateur décrit comme « une stratégie [de la municipalité] pour réoccuper le centre-ville, en dégager les indésirables, gentrifier ».
Suite la demande de la procureure de la République et de rapports d'expertise alarmants, la ville ordonne la démolition de deux immeubles supplémentaires de la rue d'Aubagne en avril 2020, en urgence et en raison du « risque aggravé d’effondrement du fait des mouvements constants des structures »,,. Les propriétaires, prévenus par voie de presse, contestent sans succès la décision en justice,. Mais le risque d’un effet cascade bloque le projet de démolition pourtant arrêté en extrême urgence. La nouvelle municipalité de Michèle Rubirola évite l’application de l’arrêté,.
Trois ans après le drame, 1 500 personnes évacuées sont toujours relogées dans des habitations provisoires, selon l'adjoint au maire chargé de la lutte contre l’habitat indigne, Patrick Amico,. Il estime que 800 immeubles sont toujours en péril dont 200 en péril grave et imminent et le nombre continue d'augmenter d'une trentaine de nouveaux arrêtés par mois. Un quart des immeubles on fait l'objet de travaux, 600 restent interdits d’accès.

### Chronologie des évacuations
Juste après l'accident, 105 personnes sont évacuées et relogées dans 60 chambres d’hôtels du centre-ville. Tout en secourant les victimes, les pompiers décident, pour leur propre sécurité, de démolir un troisième immeuble, situé au 67, et qui menaçait de s’effondrer. Les immeubles aux numéros 61 et 69 de rue d'Aubagne inquiètent aussi les autorités. Les travaux doivent s'interrompre le 7 au soir,, le temps de détruire les premiers étages du 69. Les secours constatent alors que le 69 est solide et pourrait même servir d'appui aux immeubles situés plus haut dans la rue. Ils ne touchent pas au 71 qui devait lui aussi être déconstruit. Les évacués du 69 sont relogés rue de Ruffi sans avoir pu récupérer aucune affaire personnelle,. Les trois lots (65, 67, 69) seront rachetés par la ville. Le 1 rue Lafon, qui illustre toutes les problématiques du bâti du centre-ville, est évacué le 8 novembre. Par ailleurs, 21 arrêtés de péril ont été pris en urgence entre le lundi 5 et le vendredi 9, portant le total à 200 bâtiments marseillais. Le vendredi 9, une centaine d'autres logements adjacents sont évacués : il s'agit des immeubles aux 1, 3, 5, 7 et 2, 4, 6, 8 de la rue Jean Roque, et du numéro 61 au 97 de la rue d'Aubagne,,; à cette date, 359 personnes (de 176 familles) sont relogées. Le samedi 10 novembre, l'évacuation du 24 cours Lieutaud et du 18 rue Jean Roque porte à 404 personnes de 187 familles le nombre de personnes relogées. Les personnes évacuées sont au nombre de 452 selon les chiffres du 12 novembre, plus de 700 le 14 novembre (après des évacuations 91 boulevard de Strasbourg, 34, 36, 38, 40 rue Jean-Roque, 389 rue de Lyon, 7 boulevard de Briançon, 24 et 29 cours Lieutaud, 4 rue Pythéas —l'immeuble est toujours en péril 3 ans plus tard—, 3 rue Hoche, 24 rue Pierre Dupré),, 834 (de 83 immeubles, dont 46 près du site de l'accident) le 15 novembre, 1010 (dont 446 dans le périmètre de la rue d’Aubagne) le samedi 16,, 1105 le 19 (après des évacuations sur le cours de la Libération), 1134 le 20, 1282 le 23, 1339 le 24, 1352 le 25, 1437 le 27... Début janvier, soit deux mois après le drame, plus de 1 800 personnes ont été évacuées, dont 431 auraient retrouvé un logement; 113 arrêtés de péril grave et imminent ont été signés. Le 21 janvier, le maire annonce le chiffre de 1 973 personnes évacuées.
Début février 2019, l'inquiétude gagne le Domaine Ventre, au sein de Noailles, dont certains immeubles sont évacués. Fin janvier 2019, la mairie ordonne la démolition d’au moins deux immeubles rue de La Palud à Noailles,,, et de trois autres, acquis par la mairie par expropriation entre 2010 et 2013, dans le quartier voisin de Belsunce.
Un arrêté de péril décrit comme fantaisiste est utilisé pour déloger des familles roms accueillies sur un terrain marseillais depuis cinq ans.
À l'écart du centre-ville, les résidents de la cité de Maison-Blanche (14e) dénoncent la détérioration de leurs habitations dans l'indifférence de leurs propriétaires. L'évacuation de deux cents personnes dans une centaine de logements de la cité du parc Corot, précédemment décrite dans Le Monde comme « une honte pour la ville, une indignité pour la République », est annoncée; elle a lieu le 30 novembre pour les 30 locataires et propriétaires occupants et le 17 décembre pour les squatteurs,; la municipalité parle de « procédure d’évacuation concertée, accompagn[ant] le déménagement volontaire et propos[ant] des solutions de relogement », alors que selon la députée LREM Alexandra Louis, cette évacuation « est menée n’importe comment, la mairie s’en fiche complètement ». Une habitante confirme: « On nous a jetés comme du bétail ». Le tribunal de Marseille prononce l’état de carence des bâtiments A et C du Parc Corot en novembre 2021, ce qui permet l’expropriation de l’ensemble des propriétaires des deux bâtiments.
Pour des raisons de sécurité, certains bâtiments publics sont aussi fermés : c'est le cas des étages de la cité des associations sur la Canebière le 15 novembre, et du Comité d’action sociale du personnel de la ville de Marseille le 10 décembre. À 150 mètres des bâtiments effondrés, l'école du Cours Julien inquiète aussi. En attendant les expertises, la directrice interdit aux enfants de jouer dans la cour, située sur le toit-terrasse d'un bâtiment municipal insalubre,,,. Les parents d’élèves sont mobilisés, et l'école ferme à partir du lundi 19, mais les experts ne découvrent aucun défaut structurel. La vétusté des écoles du 3e Arr, et de l’école Olivier-Gillibert, est aussi dénoncée. Une partie du collège Monticelli est évacuée juste avant Noël. De sa propre initiative, Laurent Sabatier, le proviseur du lycée Colbert (situé à plus de 2 km de la rue d'Aubagne), fait détruire à la masse une fresque en céramiques de Philippe Sourdive de 1954, classée architecture contemporaine remarquable, qu'il décrit comme « un truc qui tombait et qu’on ne pouvait pas garder »,.
Groupama décide de retirer l'assurance effondrement d'un immeuble situé rue d'Aubagne, et de résilier l'assurance d'un immeuble rue Jean Roque, et Allianz de rompre le contrat d'un immeuble évacué, mais les deux compagnies d'assurance font partiellement marche arrière,,. Autres situations ubuesques : un propriétaire est poursuivi pour avoir commencé des travaux, à la suite d'une mise en péril, dans une partie commune de son immeuble sur laquelle la mairie devait intervenir depuis deux ans; une locataire relogée à l'hôtel est expulsée par la mairie après qu'elle résilie son bail rue d'Aubagne.
Pendant l'été 2019, plusieurs immeubles convoités par Euroméditerranée rue de la Butte, et considérés comme étant en péril sont évacués, puis promis à la démolition contre l'avis d'un des propriétaires dont l'action devant le juge des référés échoue. La station de métro adjacente Jules Guesde fermée de juin 2019 à septembre 2020, et deux immeubles du quartier de La Plaine, dont un commerce, sont évacués,.

#### Évacuations rue de Curiol, et procès d'un militant
Une dizaine d’immeubles de la rue Curiol sont évacués, sans respect de la charte du relogement nouvellement adoptée,,, et dans la plus grande confusion: une expulsion a lieu sans décision de justice, sans relogement des personnes délogées, et l'immeuble est saccagé par le bailleur Marseille Habitat pour décourager les retours. En réaction, les membres du collectif 5 novembre occupent les locaux de Marseille Habitat. Kevin Vacher, un membre très actif du collectif, est placé en garde à vue après que Marseille Habitat l'accuse d'avoir blessé une de ses employées au doigt pendant l'action,. Il est poursuivi pour violences volontaires aggravées en réunion avec préméditation, et placé sous contrôle judiciaire avec interdiction d’approcher du siège de Marseille Habitat jusqu'à sa comparution devant le tribunal correctionnel prévue le 30 janvier 2020. Il conteste les faits qui lui sont reprochés et dénonce le caractère politique d’un traitement qu'il considère destiné à « ouvrir un contre-feu alors que nous dénonçons le caractère illégal des agissements de Marseille Habitat »,. Le collectif s'indigne que leur porte parole soit inquiété alors qu'aucun marchand de sommeil marseillais ne l'a été. Reportée deux fois, l'audience a lieu le 21 juillet 2020. Au cours de l'audience, les faits sont requalifiés en « violence » (un simple délit contraventionnel), et le militant est condamné à 1 500 € d’amende,. Le 28 juillet 2021, il est relaxé par la Cour d'Appel d'Aix en Provence qui conclut qu'aucun coup n'a été porté et que l'employée était intervenue brusquement pour fermer la porte au nez des manifestants.

### Information du public, entraide

Graffiti rue d'Aubagne : Vérité, justice, dignité, Noailles combatif, rue d'Aubagne survivante.

Le collectif du 5 novembre, est créé deux jours après le drame et s'organise en commissions pour parer à l'urgence (actions solidaires), aider juridiquement les sinistrés et clarifier les revendications. Il s'associe à Emmaüs pour recueillir des dons. Les commerçants de la rue d'Aubagne tentent de poursuivre leur activité en étant hébergés chez des confrères. Le gérant de l'alimentation générale annonce une perte de 30 000 € au bout d'un mois de fermeture. L'association des sinistrés de la rue d'Aubagne fédère les riverains. Le nouvel espace d’accueil des personnes évacuées (EAPE) ouvre ses portes au 2 rue Beauvau (1er arrondissement),. Un numéro spécial d'information du public - 04 91 14 55 61 - est joignable 24h/24. Des repas sont offerts par Sodexo,, le prestataire de restauration du service public des cantines scolaires de Marseille. Des avocats marseillais mettent en place une aide bénévole et gratuite aux personnes évacuées,. Des concerts de soutien aux victimes et aux sinistrés sont organisés au café-concert Le Molotov et à l'Espace Julien, à proximité du lieu du drame, et au Dock des Suds.

### Réintégrations
L'information circule que soixante-dix personnes habitant 18 immeubles de la rue d'Aubagne et de la rue Jean Roque réintègrent leurs logements le 4 décembre,, mais il apparaît qu'au moins certains de ces immeubles n'ont jamais été évacués. Le 6 décembre, le calendrier de réintégration est encore inconnu. Quatre immeubles de la rue d’Aubagne et du cours Lieutaud sont réinvestis par leurs habitants le 7 décembre. La ville demande aux syndics d’expertiser les parties communes et privatives de certains immeubles rues d’Aubagne et Jean-Roque, après que ses experts ont réalisé le diagnostic complet des parties extérieures,. Deux mois après le drame, seulement une trentaine de familles sont définitivement relogées et plus de 1 000 personnes sont encore à l'hôtel. Le 21 janvier, d'après la municipalité, 500 des 2 000 personnes évacuées ont retrouvé un logement. Certains locataires refusent de réintégrer des logements dont les travaux ne sont pas terminés,,. Six mois après le drame, 76 % des délogés ont réintégré leur logement ou ont été relogés, mais plus de 600 sont encore à l’hôtel, sans compter les personnes relogées chez des proches et les étrangers en situation irrégulière,. Rue des feuillants et rue Saint-Basile, des habitants sont sommés de réintégrer des immeubles toujours insalubres,; un des locataires porte plainte contre X pour mise en danger de la vie d'autrui. Rue Puits Baussenque en mars 2020, les habitants doivent aussi réintégrer un immeuble alors que l’accès à la rue est barricadé et le chantier pas terminé.
En mars 2019, Fabrice Mazaud et Henri de Lépinay, les deux experts près la cour d’appel de Paris qui interviennent dans l'information judiciaire avertissent le juge du risque élevé de nouveaux effondrements rue d'Aubagne. Le signalement est transmis à la ville par le parquet de Marseille le 18 mars, le maire y répond le 29 mai en se voulant rassurant.
La rue d'Aubagne est rouverte à la circulation piétonne 2 ans après la catastrophe.

### Charte du relogement
Deux mois après le drame, de nombreux collectifs sont mobilisés pour mettre la ville devant ses responsabilités en ce qui concerne la gestion de l'habitat, et tenter d'aider les personnes délogées. Les cérémonies de vœux des élus sont perturbées. À l'issue de l'« Assemblée des délogé·e·s » réunie par le Collectif du 5 novembre, le 12 janvier, une liste de 10 revendications est publiée, parmi lesquelles figurent: un audit des services de l'État et des collectivités pour faire la lumière sur les conditions du drame du 5 novembre; l'adoption d'une charte du relogement, pour tous les évacués encadrant le travail de la MOUS[Quoi ?]; la réquisition des logements vides; la plafonnement des loyers et l'instauration de permis de louer et de vendre. Le collectif propose à la ville de signer sa charte du relogement digne le 4 avril 2019, qui énonce les droits de réintégrer un logement décent, de choisir son quartier et de bénéficier d’un habitat adapté à la taille de la famille; une version négociée de ce document sera votée par le conseil municipal en juin, mais les négociations, qui se déroulent en préfecture et sans les représentants de la Métropole, sont laborieuses. Peu avant le conseil municipal du 17 juin, la préfecture revient sur la quasi-totalité des points clés de la charte, et le collectif interpelle le ministre du logement,. Le texte initial est finalement rétabli, et adopté le 17 juin avec une large majorité (tous les groupes sauf RN). La charte n'est pas appliquée à l’occasion des évacuations qui ont lieu pendant l’été 2019,,,. Arlette Fructus démissionne de sa délégation d'adjointe au Logement à la mairie de Marseille en janvier 2020, en déplorant que « les moyens attendus pour la mise en œuvre de la charte ne sont pas mobilisés par la ville »; elle était la seule interlocutrice des associations à la mairie. Une nouvelle version de la charte est signée avec la nouvelle municipalité en novembre 2021.

## Réactions

### Politiques

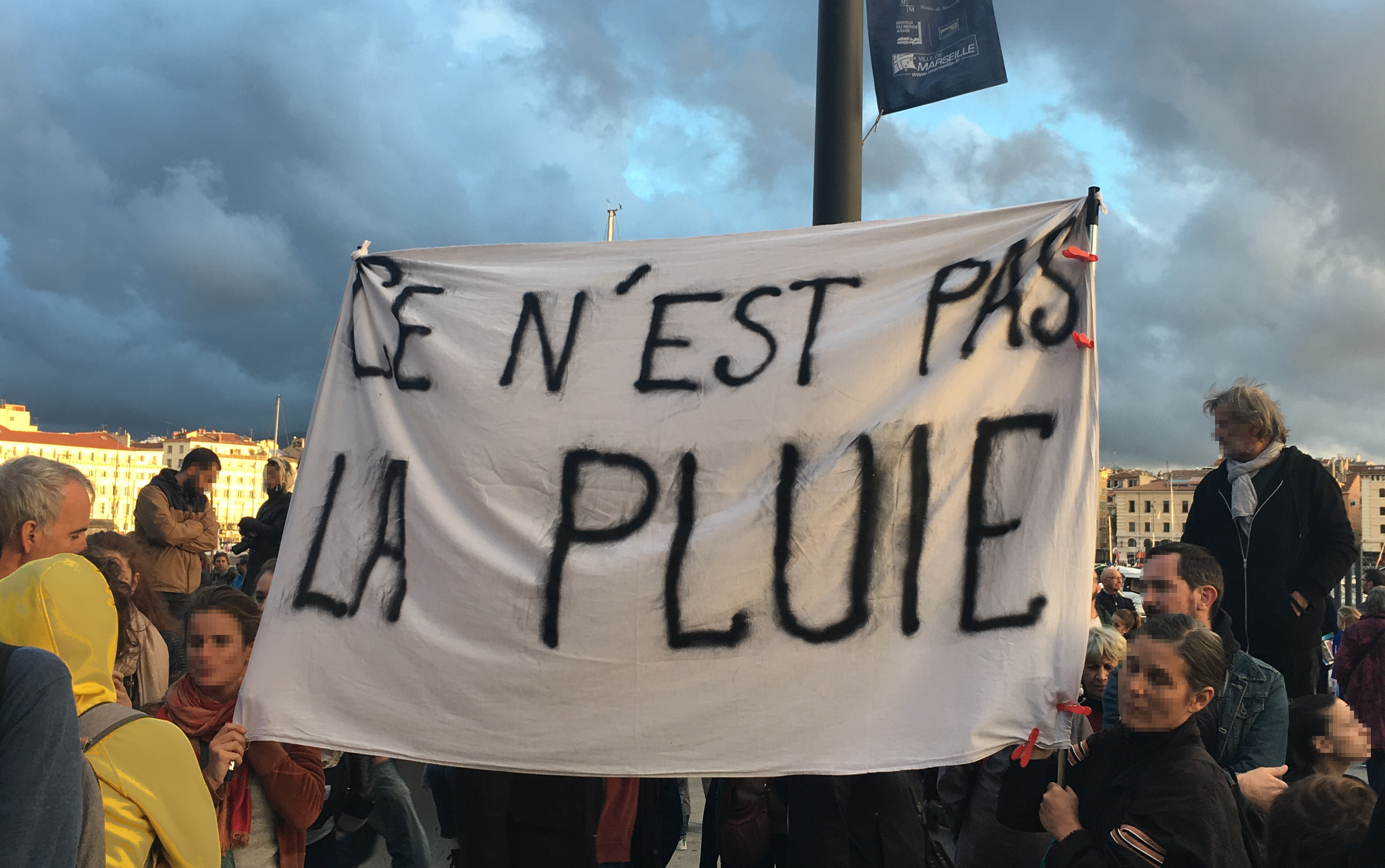
« Ce n'est pas la pluie », un slogan en réponse à Jean-Claude Gaudin, pendant la Marche blanche organisée par le collectif « Noailles en colère », le 10 novembre 2018. L'affirmation selon laquelle la pluie n'est pas responsable de l'effondrement est validée par les experts en 2020.

Jean-Claude Gaudin, maire Les Républicains de Marseille, twitte qu'il est « effondré par ce qui vient de se passer »,, et propose d'abord que « ce dramatique accident pourrait être dû aux fortes pluies qui se sont abattues sur Marseille ces derniers jours », ce que réfute Florent Houdmon, directeur de la Fondation Abbé Pierre dans la région Paca : « un immeuble bien entretenu ne s’effondre pas quand il pleut ». Gaudin reconnaît le 7 novembre que l’effort municipal n’est pas suffisant, annonce un audit pour procéder à « une vérification totale de tout ce qui peut paraître aujourd’hui comme de l’habitat insalubre », et met en cause les propriétaires du no 65, « il s’agit d’une copropriété privée. L’éradication doit aussi atteindre les marchands de sommeil, il n’y a pas que la ville qui peut les atteindre. (…) C’est à ces gens-là aussi qu’il faudrait s’adresser, avec un peu plus de violence qu’aujourd’hui. » Jean-Claude Gaudin s'exprime dans une conférence de presse le 8 novembre,,,,. Il y rend hommage aux personnes décédées, félicite les secours, affirme que sa collectivité a fait « depuis plus de vingt ans (...) tout ce qui était en [son] possible [pour régler le] problème de l’habitat indigne. » Interrogé par un journaliste au sujet de la différence entre les budgets alloués à la patinoire (56 millions) et à l’habitat indigne (15 millions par an, seulement 3 millions par an d'après Marsactu), Jean-Claude Gaudin dit ne rien regretter. Il écarte l'idée de démissionner, mais les marseillais défilant le 10 novembre le lui demandent, et plusieurs observateurs (Jean-Michel Aphatie, Thomas Legrand) doutent que ce soit évitable. La note de l'ARS révélée par Le Monde le 9 novembre révèle les graves manquements des services de la mairie,; J.-C. Gaudin admettra le surlendemain que ses services « n’en ont pas assez fait » tout en refusant de devenir un « bouc émissaire » : « nous n’avons pas de faute particulière à nous reprocher (...) la mairie a fait largement ce qu’elle devait faire.  L’insalubrité existe encore, il faut faire des efforts sérieux et nous allons nous efforcer d’en faire plus [mais] la mise en accusation globale de la mairie est épouvantable ». Michel Peraldi estime que J.-C. Gaudin a tardé à prendre la mesure du drame et de la mobilisation organisée après l'évènement. Le 28 novembre, devant les employés municipaux du SAMU social mobilisés depuis la tragédie, il se dit « hanté par la mort de ces Marseillais » juste avant de proposer une séance de selfies. Deux mois après le drame, il persiste à défendre son bilan et revient sur le rôle de la pluie dans l’effondrement des immeubles en affirmant que « dans ces immeubles très anciens, l’automne que nous avons eu, où il avait plu abondamment, a peut-être aussi contribué. C’est pas la raison majeure bien entendu, [la raison majeure] c’est que ces immeubles étaient dans un tel état ».
Dominique Tian, 1er adjoint au maire, n'a fait aucune déclaration dans les semaines suivant l'accident, et n'a participé à aucune réunion publique avec les journalistes ou les sinistrés. Il se justifie à La Provence en expliquant que « cela ne concerne pas [sa] délégation ».
Martine Vassal, présidente de la métropole d'Aix-Marseille-Provence, qui partage la compétence de la lutte contre l’habitat indigne avec la ville, n'assiste pas à la conférence de presse de la municipalité ; elle se manifeste par un post unique sur les réseaux sociaux,. Les journalistes de Marsactu se demandent s'il s'agit de « déni assumé [ou d']indifférence », ou si elle est « laissée en réserve ». Elle réagit pour la première fois le 13 novembre. En mai 2019, elle est piégée au cours d'une de ses allocutions publiques sur le thème du tourisme: une membre du Collectif du 5 novembre, se faisant passer pour une journaliste américaine, l'interroge sur le sort des délogés. L’habitat indigne ne figure pas parmi les six points prioritaires de sa campagne municipale.
Marc Poggiale, du Parti Communiste Français, charge la métropole : « Des dizaines de milliers de personnes n’habiteraient pas en situation d’insalubrité et de danger potentiel, si l’offre de logements locatifs sociaux était suffisante et convenablement répartie sur tous les arrondissements de Marseille ».
Jean-Luc Mélenchon, député La France insoumise charge le gouvernement plutôt que le Maire,,.
Alexandra Louis, députée La République en marche explique que « dans la lutte contre l’habitat indigne à Marseille, le maillon faible, c’est la mairie. Aucun dispositif ne fonctionne. » Avec trois autres députés marseillais de La République en Marche (Cathy Racon, Claire Pitollat et Saïd Ahamada), elle met en cause le maire dans une lettre ouverte : « Nous pouvons tous d'ores et déjà constater l'échec patent de la lutte contre l'habitat indigne et le traitement des immeubles en péril à Marseille ». Ils envisagent une mise sous tutelle de la ville en matière d'habitat, comme cela s'était produit six mois après l'Incendie des Nouvelles Galeries marseillaises, non loin de Noailles, en 1938.
Patrick Mennucci, conseiller municipal socialiste juge « indécente » l'attitude des élus de la majorité municipale, Yves Moraine (maire de secteur) et Laure-Agnès Caradec (adjointe à l'urbanisme), qui participaient le lendemain soir de l'accident à une soirée festive sur le thème du chocolat,,. Yves Moraine s'en est excusé. Laure-Agnès Caradec fuit la presse ; elle s'absente pour un congrès à Lille, avec le président de la Soleam Gérard Chenoz, deux jours après la catastrophe. Samia Ghali s'oppose aux collectifs d'habitants pendant la campagne des municipales : « Certains aiment que la misère perdure parce qu’elle leur permet d’exister. Moi, je veux voir la misère disparaître. Vous croyez vraiment que des collectifs vont diriger la ville? ».

### Société civile

Un graffiti à Marseille, quelques jours après l'accident.

- Christian Nicol, l'auteur du rapport 2015 sur la « requalification du parc immobilier privé à Marseille »[25],[7], explique à Marsactu après l'accident que « Le problème principal tient à la question du relogement. Dans un immeuble en situation de péril imminent, les habitants doivent être relogés immédiatement et souvent de manière durable. [Pour cela] il faut pouvoir mobiliser des logements du parc HLM. [Mais] les HLM [sont] la chasse gardée des élus qui [font] du clientélisme avec les attributions. Du coup, ils préfèrent bricoler avec le logement social de fait que constitue cet habitat indigne[324],[325]. » Jean-Claude Gaudin réplique : « Le travail de Monsieur Nicol était très partisan, il est venu une journée et s'est basé uniquement sur les documents que nous lui avons fournis (...) Nous [ne l'avons] pas attendu pour agir[326]. »
- Le journal La Marseillaise, Emmaüs, Droit au Logement et le Donut Infolab lancent une enquête[327] sur les conditions de mal-logement à Marseille, et invitent à témoigner sur les réseaux sociaux avec le hashtag #BalanceTonTaudis[328],[329], avec un premier bilan fait en réunion publique le 21 novembre[330]. Le Donut Infolab demande à la municipalité de rendre publiques les données sur les arrêtés de péril[331].
- Patrick Lacoste, urbaniste à Marseille et membre de l’association Un centre-ville pour tous dénonce le cynisme de la mairie à l'antenne de France Inter[332]; il insiste sur la nécessité de lutter contre les marchands de sommeil, d'encadrer les loyers, de délivrer des permis de louer (la Maire des 1er et 7e Arr. de Marseille Sabine Bernasconi a dit en  conférence de presse qu'elle ne savait pas ce que c'est[297]), et du rachat par la municipalité de 200 immeubles extrêmement dangereux en centre-ville pour y faire du logement social. Selon Noureddine Abouakil, cofondateur de l’association Un centre-ville pour tous, la ville a laissé se délabrer son patrimoine à cause de sa tentative de gentrification des quartiers Belsunce, Noailles et Panier. Jean-Claude Gaudin déclarait en 2001 « Le centre a été envahi par la population étrangère, les Marseillais sont partis. Moi je rénove, je lutte contre les marchands de sommeil, et je fais revenir les habitants qui paient des impôts »[333], et son adjoint à l'urbanisme Claude Valette ajoutait « Il faut nous débarrasser de la moitié des habitants de la ville. Le cœur de la ville mérite autre chose »[334]. Mais d'après Noureddine Abouakil, la stratégie de la municipalité a consisté à rendre des immeubles vacants pour écarter les immigrés, sans réussir à attirer des locataires plus riches: les logements libérés, rendus inutiles, ont été abandonnés[334]. Trois des quarante arrêtés de péril imminent publiés par la mairie entre le 5 novembre  et le 1er décembre concernent en effet des bâtiments municipaux vacants depuis des années[335]. Le président d’Un Centre-ville pour tous, Jean-François Ceruti, critique le projet de plan local d'urbanisme intercommunal, qui selon lui traduit « une volonté politique latente d’embourgeoiser le centre-ville »[336].
- L'analyse de l’association Un centre-ville pour tous  est partagée par le professeur à Sciences Po Bordeaux Gilles Pinson, qui dénonce dans Le Monde l'« incurie orchestrée » de la ville de Marseille et sa  politique urbaine « caricaturale » qui a consisté à « laisser délibérément se dégrader le parc de logements anciens dans les quartiers centraux dans l’espoir que les populations pauvres et ethniques qui l’occupent laissent la place à une population plus conforme aux stratégies de peuplement des élus marseillais »[6].
- Selon Fathi Bouaroua, ex directeur régional Paca de la Fondation Abbé Pierre[337], qui cite les drames précédents à Maison-Blanche, ou rue des Trois-Rois qui ne furent pas suivi de mobilisation : « C'est un cataclysme politique qui est en train de se jouer (...) pour une fois, sur des catastrophes liées au logement, il y a une véritable mobilisation des Marseillais ». La nouveauté, selon lui, est qu'on retrouve sous les décombres la diversité marseillaise. « C'est un quartier qui s'était mis à vivre et dans lequel des forces nouvelles étaient présentes et faisaient en sorte que la mixité sociale, il n'y avait pas besoin de la décréter, elle se fabriquait toute seule, et c'est de ça dont les collectivités ont raison d'avoir peur, c'est vraiment le signe qu'ils ont touché le coeur de Marseille et non pas la marge »[338].
- Un collectif de personnalités demande au ministre du logement et au préfet des Bouches-du-Rhône l’organisation d’une conférence citoyenne pour répondre à l’urgence du mal-logement et la mise en œuvre d'une opération d’intérêt national pour éradiquer le mal-logement à Marseille[339],[340]. Noureddine Abouakil, cofondateur de l’association Un centre-ville pour tous, explique qu'il est en effet nécessaire de donner la maîtrise de la politique d'urbanisme à l’État plutôt qu'à la ville: celle-ci se trouve en conflit d’intérêts, ayant comme seul objectif la gentrification du centre-ville[334]. Un autre collectif de personnalités civiles et politiques demande à l'état de placer la ville sous tutelle préfectorale[341].
- Fin janvier 2019, plusieurs personnalités (parmi lesquelles Keny Arkana, Sophie Calle, Barbara Cassin, Dominique Cabrera, André Donzel, Robert Guédiguian, IAM, Valérie Manteau, Michel Peraldi, Philippe Pujol, Soprano) dénoncent dans une tribune publiée dans Le Monde « la gestion lamentable de la crise »[342], de même que Nicole Ferroni dans sa chronique sur France Inter[343],[344].
- En juillet 2020, le Collectif du 5 novembre défend dans une tribune publiée dans Libération cinq mesures d'urgence « pour assurer le droit au logement digne et au relogement, face aux signalements de nombreux immeubles insalubres » et demande « aux conseiller·e·s nouvellement élu·e·s et Ministre, de répondre désormais de façon circonstanciée, précise et opérationnelle »[240],[345].

### A l'étranger
La nouvelle des effondrements retentit à l'étranger, dont la presse décrit une ville frappée de pauvreté chronique et gangrenée par le trafic de drogue et la corruption,,,,,,,.

### Manifestations

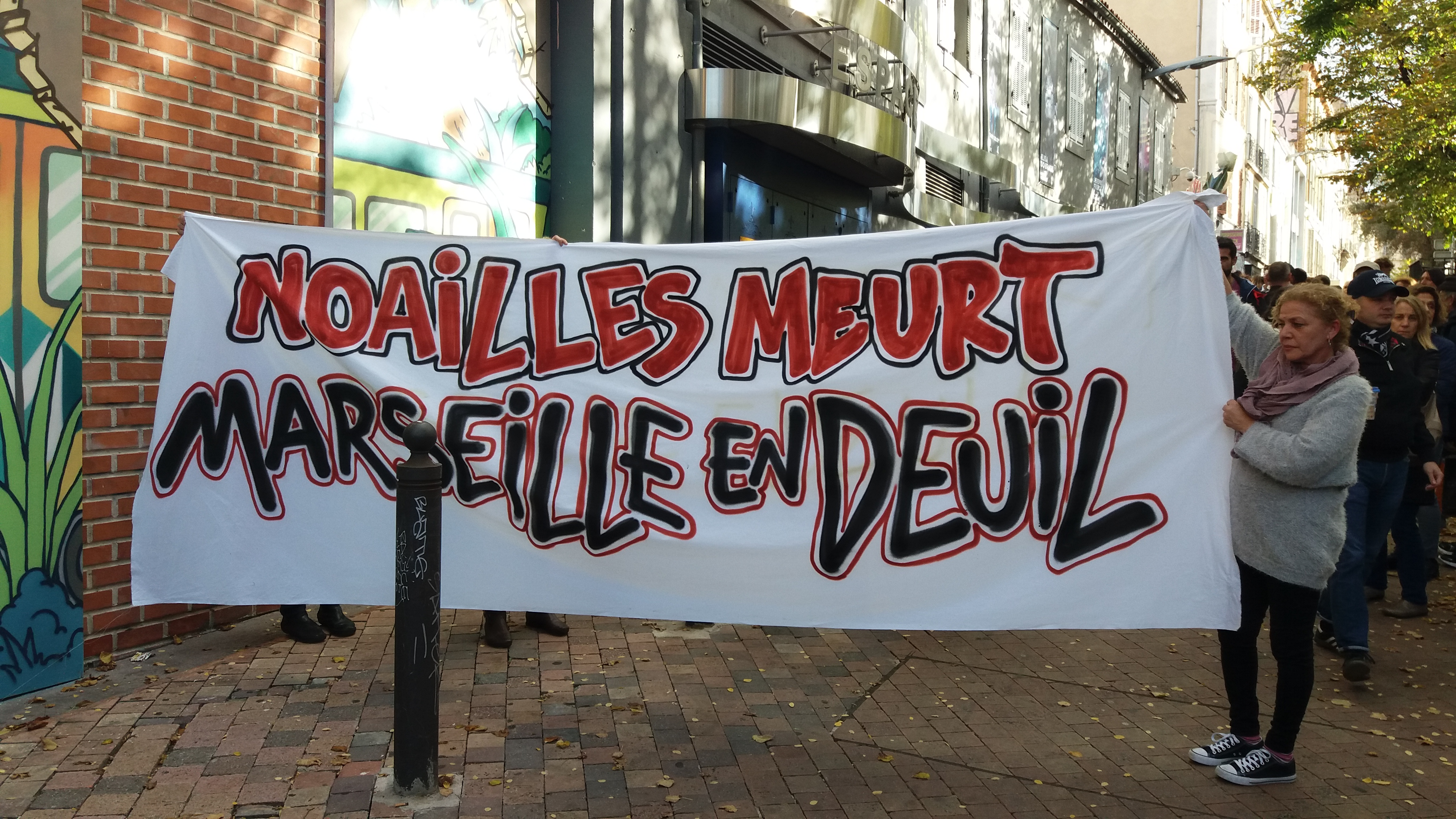
Marche blanche organisée par le collectif « Noailles en colère », le 10 novembre 2018.

Les habitants du quartier rassemblés le mercredi 7 et le collectif du 5 novembre « Noailles en colère », organisent une « marche blanche » le samedi 10 novembre,,. Elle rassemble 8 000 personnes d'après la police,; un balcon s'effondre aux abords du défilé, blessant trois personnes,,,. Jean-Claude Gaudin s'abstient de participer par « peur que [sa] présence provoque des tensions »,. Le soir du mercredi 14 novembre, à l'initiative du même collectif du 5 novembre, une « marche de la colère », rassemble des milliers de manifestants (plus nombreux que pour la marche blanche d'après Marsactu, 8 000 d'après la police) qui crient « Gaudin assassin, Gaudin démission » et « mairie, métropole, région : tous coupables » en se dirigeant vers l'hôtel de ville protégé par des barrières, où ils sont reçus par des gaz lacrymogènes,,,,. Six personnes sont placées en garde à vue,, trois d'entre elles sont jugées le vendredi 16 en comparution immédiate et écopent de 4 mois de prison (ferme pour deux d'entre elles, avec sursis pour la troisième). Le Club de la Presse Marseille Provence Alpes du Sud rapporte que pendant la manifestation, un journaliste de 20 Minutes et un photographe de presse, clairement identifiables, ont été matraqués par les policiers,. Un manifestant blessé à l’œil par un éclat de grenade de désencerclement porte plainte.

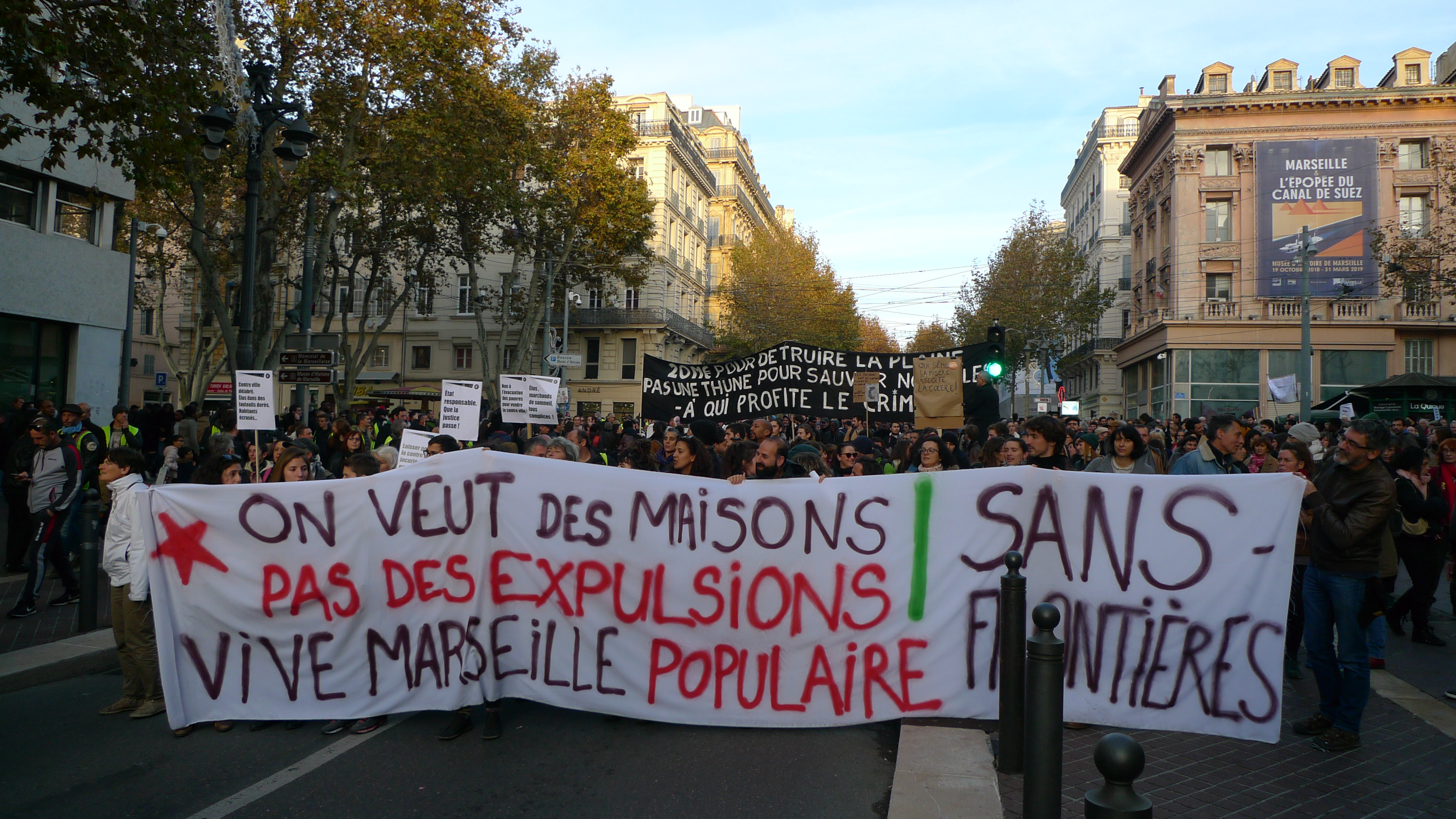
A Marseille le 1er décembre 2018.

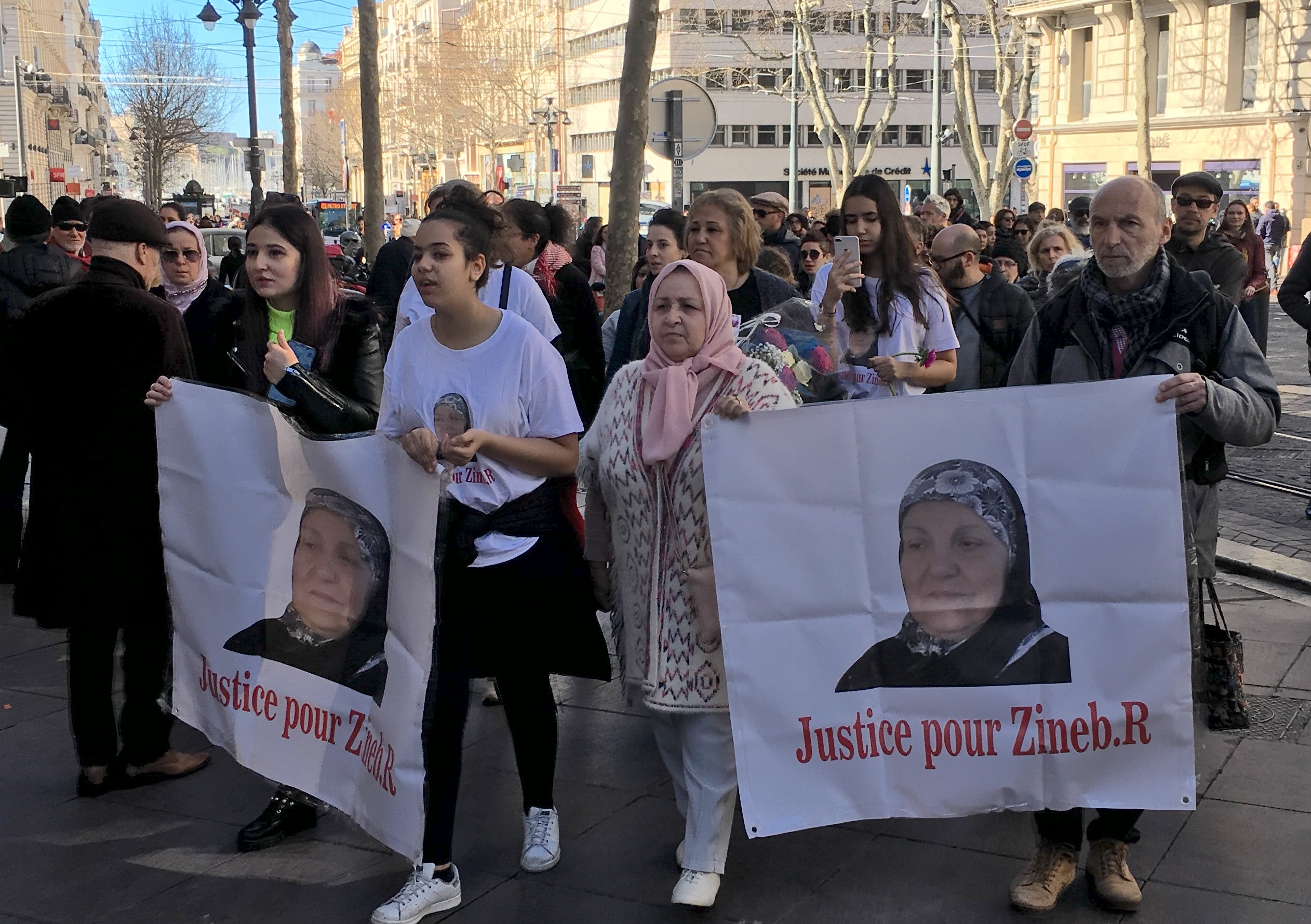
A Marseille le 2 mars 2019.

Le collectif du 5 novembre s'organise, et annonce la poursuite de la mobilisation avec une « Marche de la dignité », rebaptisée « Marche pour le droit à un logement digne pour tou·te·s », le samedi 1er décembre. Celle-ci témoigne d'une amplification de la mobilisation citoyenne. La foule (12 000 personnes d'après La Provence, 20 000 d'après les organisateurs, plus nombreuse que les deux premières fois d'après Marsactu) rejoint sur le vieux port les manifestants de la CGT et les gilets jaunes mobilisés pour l'acte III, avant d'être dispersée par des bombes lacrymogènes; la manifestation dégénère,,. Les socialistes Benoît Payan et Samia Ghali dénoncent « l’utilisation excessive et injustifiée de la force publique: gaz lacrymogènes, charge de CRS contre des poussettes et des sinistrés ». Six manifestants ont été jugés en comparution immédiate à la suite des violences commises en marge des manifestations à Marseille ce jour-là. Une marseillaise, Zineb Redouane, décède à l'hôpital après avoir été atteinte dans son appartement par des éclats d'une grenade tirée lors des incidents,,, (voir l'article Affaire Zineb Redouane pour plus de détails). Le mercredi 5 décembre, journée de « deuil citoyen », environ deux cent marseillais font 9 minutes de silence à partir de 9h05, heure du drame un mois exactement auparavant; personne ne vient représenter la mairie. Un rassemblement est organisé le lundi 10 décembre, jour prévu du premier conseil municipal depuis le drame. Des centaines de personnes,, (500 d'après Libération) déposent dans un grand silence 8 cercueils en carton marqués du nom des victimes devant un hôtel de ville vide ce jour-là, barricadé et protégé par la police: le maire a ajourné le conseil, qui devait notamment entériner une série de mesures d'urgence comme la prise en charge des frais d'obsèques des victimes et la gratuité de l'accueil en crèche pour les personnes évacuées, en raison de « la tension que connaît le pays »,. Cette annulation reporte le débat demandé par l'opposition et les citoyens sur l'habitat indigne marseillais. Le conseil et le rassemblement devant la mairie sont reprogrammés le 20 décembre. Le 20 décembre, en marge du conseil municipal, environ 300 personnes se rassemblent devant la mairie. Le public est apparemment interdit d'entrée, ce qui conduit l’association Anticor à saisir le préfet sur la validité des délibérations. Un rassemblement en hommage aux victimes a lieu le 5 janvier.

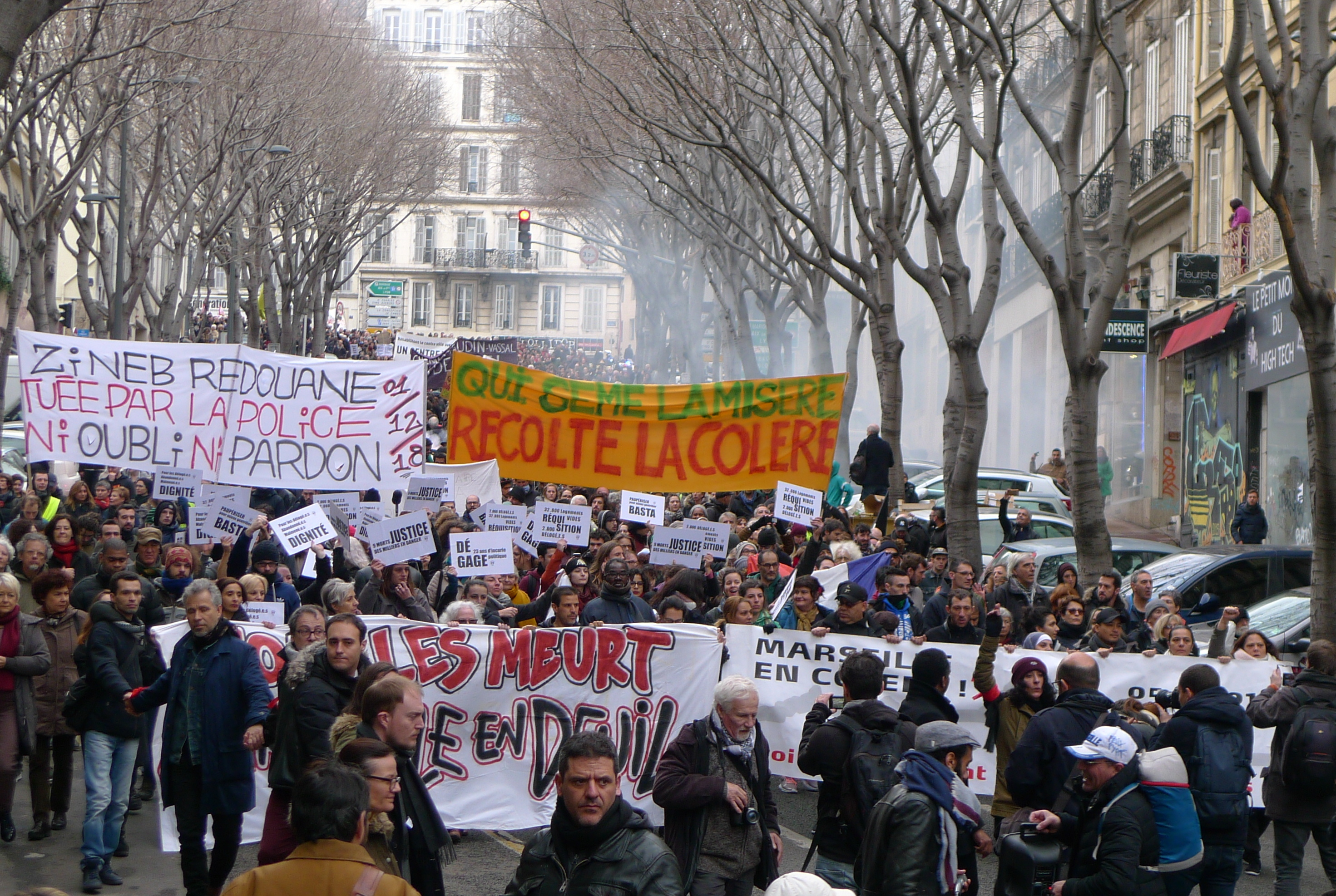
A Marseille le 2 février 2019.

Le 2 février 2019, une manifestation contre le mal logement, organisée par les collectifs de délogés, d’habitants du quartier Noailles et d’autres arrondissements, par des syndicats et des associations, rassemble plusieurs milliers de personnes d'après La Marseillaise,. Le Monde évoque « près de 5 000 personnes – et 10 000 selon les organisateurs ». Des délogés prennent la parole pour décrire des situations personnelles très douloureuses,. Les manifestants appellent à la réquisition d'une partie des 33 000 appartements vacants à Marseille et à la démission de Jean-Claude Gaudin. Marsactu compte « 4 000 personnes environ, soit trois fois moins qu'en décembre » et note que la contestation contre la politique municipale du logement devient plus globale: « le combat dépasse désormais le centre-ville ». Diverses associations et collectifs organisent un « banquet des voisins » dans la rue d'Aubagne le 13 avril 2019, et une commémoration le 5 mai, 6 mois exactement après le drame,,,.

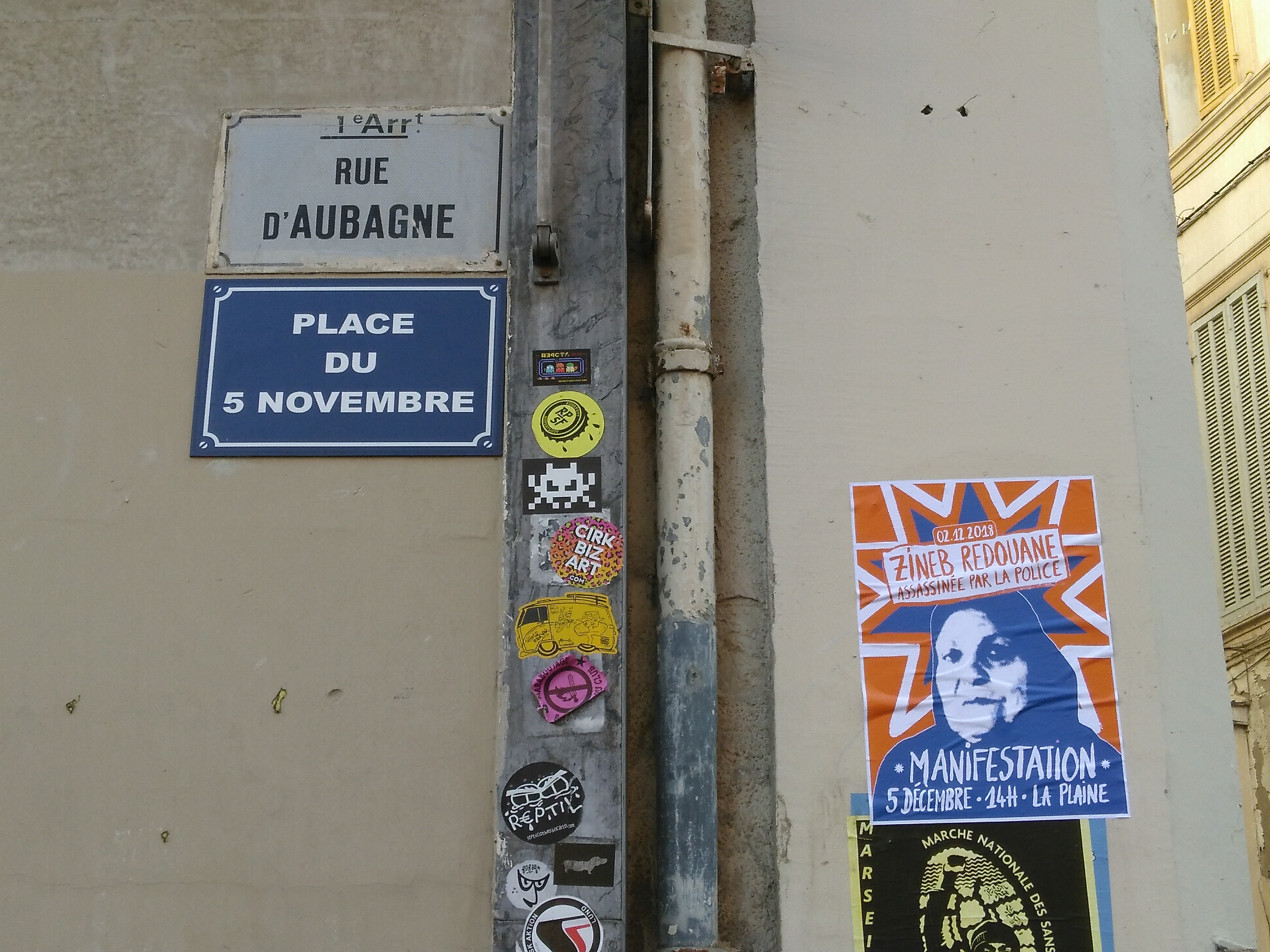
Plaque de rue apposée lors de l'inauguration officieuse de la place par les collectifs d’habitants du quartier.

En 2019, le premier anniversaire du drame donne lieu à une série de manifestations à partir du soir du 4 novembre,, dans un contexte de début de campagne électorale pour les municipales. Une commémoration et huit minutes de silence rue d'Aubagne marque le jour de l'anniversaire,; Samia Ghali (PS) est huée pas les manifestants (et ne participera pas à la marche du 9 novembre), pendant qu'à la mairie, Jean-Claude Gaudin (LR) a préféré le huis clos pour remercier les agents municipaux de leur gestion de la crise,. La marche de soutien aux victimes et pour un logement digne du samedi 9 novembre, rassemble 20 000 personnes selon les organisateurs et 6 700 selon la police derrière une banderole « Ni oublie, ni pardon ». Dix personnes sont arrêtées, un policier blessé et quelques éléments de mobilier urbain dégradés. Une semaine d’hommage aux victimes  est organisée par les collectifs d'habitants du quartier. Elle débute avec le baptême de place située à l’intersection des rues d’Aubagne, de l’Arc et Jean-Pierre-Moustier, dite place Homère, qui reçoit  le nom de place du 5-novembre, officiellement en 2021.
En 2020, des commémorations rassemblent plusieurs centaines de personnes. Michelle Rubirola annonce l'officialisation de la dénomination de la place du 5-novembre,. Le conseil municipal du 23 novembre 2020 approuve. Mais la place n’étant pas répertoriée au cadastre l'officialisation du vote municipal dépend de l'action de la Métropole. A l'occasion d’un mouvement européen contre le mal-logement, plus d’un millier de personnes défilent à Marseille le samedi 27 mars 2021, derrière une banderole « 2018- 2021 : Marseille métropole du mal logement » en référence au drame de la rue d'Aubagne,.

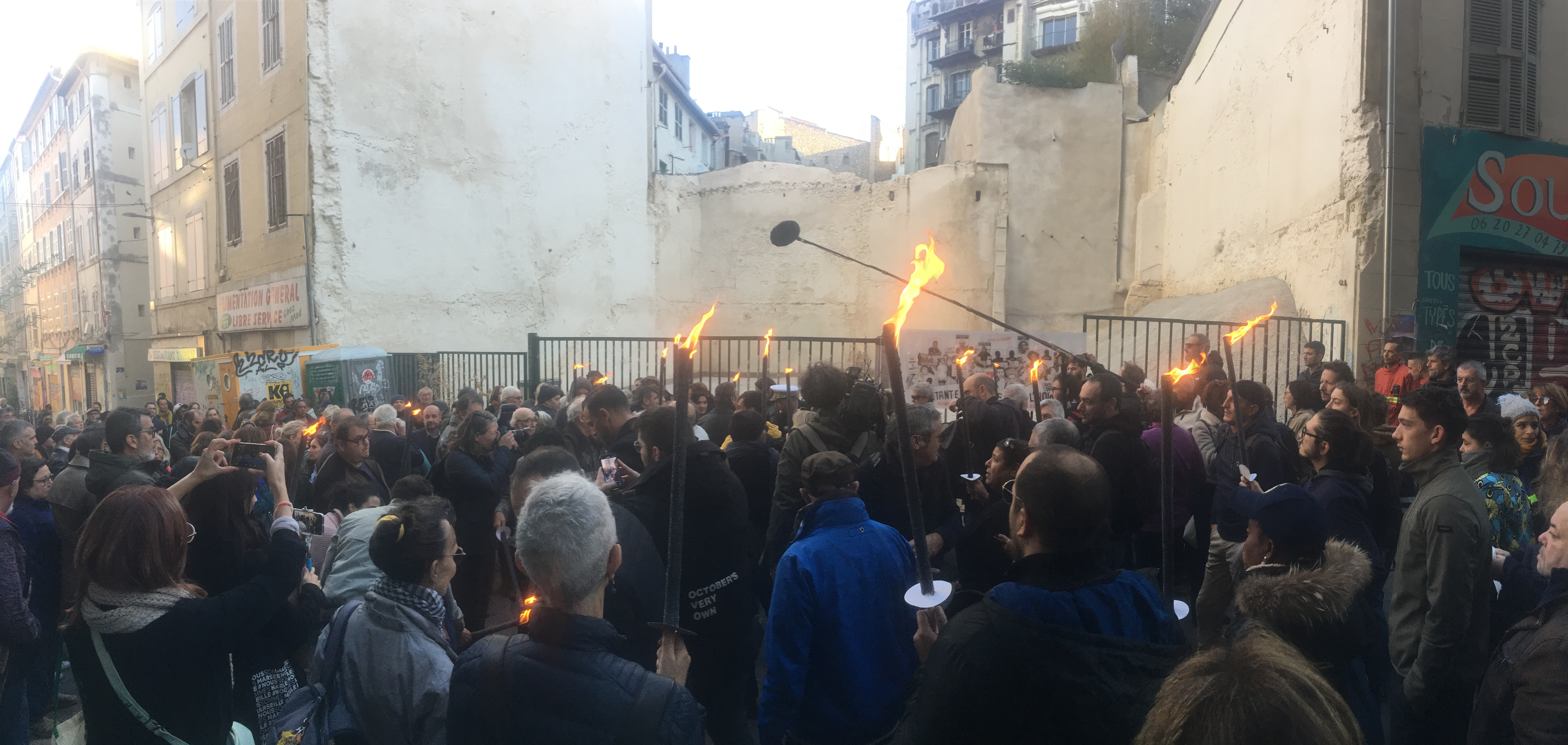
Manifestation pour le 4e anniversaire de l'effondrement des immeubles de la rue d'Aubagne.

En 2021, des hommages sont organisés pour le 3e anniversaire de l'accident. Le 4e anniversaire en 2022 rassemble plus de 200 personnes,.
Le 5e anniversaire en 2023 fait l'objet d'une manifestation dont le thème est élargi à la lutte contre Airbnb et la spéculation immobilière. L'appel résume: « 6000 personnes ont été délogées. 800 bâtiments ont été fermés par arrêtés de péril. Certains rouvrent, entièrement rénovés, mais seulement pour les touristes. Les promesses de relogement ont été rangées aux oubliettes. Beaucoup continuent de croupir dans l’insalubrité. Les loyers flambent. Les conditions imposées par les agences sont de plus en plus délirantes. Tout le monde trinque. Se loger est un enfer ».
La manifestation du 6e anniversaire en 2024 précède de quelques jours le début du procès et rassemble 3 000 personnes selon le collectif du 5 novembre, 800 d’après la police.

## Réponse de l'État et des collectivités locales

### L'État
L'État décide de procéder à une expertise d'une ampleur inédite des bâtiments à risque à Marseille, celle-ci durera plusieurs semaines. Le ministre du logement rencontre les experts du Centre scientifique et technique du bâtiment chargés de réaliser l’audit à Marseille le 29 novembre,. Il propose 240 millions d'€ sur 10 ans de la part de l'État (un an après l'accident, 17 millions d'€  ont été versés); de lutter plus fermement contre les marchands de sommeil; en ce qui concerne le relogement, de contrôler l'action de la municipalité, qui est qualifiée de « défaillante »; de prendre des engagements pour conserver la mixité sociale de la ville; et de mettre en place un plan « Initiatives Copropriétés ». Dans leur rapport le 29 novembre, les experts confirment l'analyse faite dix ans plus tôt selon laquelle la faiblesse des bâtiments est due à l'accumulation d'eau dans le sous-sol, mais ne s'engagent ni sur une date de retour des habitants chez eux, ni sur l'éventualité de démolir d'autres immeubles de la rue d'Aubagne dans le futur. Mi-janvier 2019, le ministre du logement Julien Denormandie annonce l'utilisation de dizaines de logements rue de la république pour abriter des délogés,,. Pour les associations, l'action de Julien Denormandie relève de la simple communication.
Le gouvernement voudrait créer avant fin 2019 une Société publique locale d’aménagement d’intérêt national (Splain), sur le modèle de la Soreqa en Ile-de-France, avec pour objectif à marseille de traiter les 1 000 immeubles les plus dangereux en dix ans. Le drame marseillais pousse le gouvernement à revoir les méthodes de lutte contre les marchands de sommeil.
Cet évènement dramatique a également précipité la prise de mesures radicales de modifications législatives, visant à mieux lutter contre les immeubles menaçant la sécurité des occupants et des tiers[source insuffisante][Interprétation personnelle ?].

### La région
Le vendredi 14 décembre, le conseil régional Sud-Paca vote son budget 2019 en prévoyant 100 000 € d'aide aux sinistrés.

### La métropole
Martine Vassal annonce le 28 novembre 2018 un plan contre l’habitat indigne,, dans lequel elle présente une stratégie de lutte contre l'habitat indigne, sur 10 ou 15 ans, évaluée à 600 millions d'euros, participation de l'état comprise. Pour Marsactu, qui analyse sa proposition, elle « ne tire aucun bilan des politiques jusque-là mises en œuvre » alors qu'elle est élue locale depuis 2001; elle renvoie à Jean-Claude Gaudin et Renaud Muselier les éventuels dysfonctionnements passés et évoque à nouveau une « interdiction de construire des HLM en centre-ville » qui n'existe pourtant pas. Jean-Claude Gaudin apporte tout son soutien à ce projet.
Le 28 février 2019, la métropole vote de nouvelles mesures concernant 147 immeubles dégradés, dont les numéros 6, 10, 16, 37, 38, 40, 42, 44, 62, 60A et 94 de la rue d'Aubagne, qui doivent être traités en priorité. Les opérations sont confiées à Marseille Habitat, Urbanis et à la Soleam. La métropole expérimente un permis de louer sur le quartier Noailles,,, où les marchands de sommeil prospèrent.
Les « assises du logement », promises par Martine Vassal au lendemain du drame, se résument d'après Marsactu à « quatre petites heures de débat pour clôturer une phase de concertation menée en toute discrétion ». 117 participants ont contribué sur une plateforme numérique très confidentielle. Le collectif du 5 novembre a refusé de participer, faisant de la mise en place d’une charte du relogement un prérequis. Les contributions des assises doivent permettre d'amender le programme local de l’habitat (PLH) qui sera adopté fin 2019. Le document indigne le délégué régional de la fondation Abbé Pierre: « [la métropole] se donne jusqu’en 2025 pour atteindre 80 % des objectifs de la loi SRU d’au moins 25 % de logements sociaux. Mais à cette date, on devrait être à 100 % ». Arlette Fructus revendique elle l'approche pragmatique. Elle regrette que le système administratif et juridique soit trop complexe pour réagir « en temps et en heure », en s'appuyant sur le rapport Vuilletet, dont la partie concernant Marseille a été édulcorée. Elle démissionne de sa délégation d'adjointe au Logement en janvier 2020 en chargeant le Maire.
Après avoir considéré une installation dans un ancien couvent rue Breteuil, la métropole choisit les anciens bâtiments du collège Giono dans le quartier de La Rose pour ouvrir un centre d’hébergement temporaire pour les personnes délogées, avec une capacité d'accueil de 124 personnes, et des hébergements prévus pour durer jusqu'à un mois.
Le conseil municipal du 1er avril décide de la mise en place rapide d’un service mutualisé chapeauté par la métropole, mais la fusion est soumise à l’adoption d’une convention de mutualisation qui ne vient pas, et l’évacuation reste l'outil principal de gestion de la crise.

### La ville
Le 20 décembre, le premier conseil municipal après le drame est officieusement fermé au public,. Gaudin demande à l’État la reconnaissance d’une catastrophe naturelle, ce qui permettrait aux évacués de bénéficier de garanties et indemnisations (c'est aussi une demande du collectif du 5 novembre),. La ville vote enfin la prise en charge des frais d'obsèques et les frais de transport des victimes et de leurs proches (descendants, ascendants, collatéraux, conjoints), et les engagements liés à la gestion de l’urgence; mais la majorité rejette les propositions PS, PCF, EELV concernant le permis de louer et les réquisitions de logements vacants et l'essentiel de l'ordre du jour n'a rien à voir avec le drame. En avril 2019, la ville met fin à la gratuité des repas pour les délogés, le collectif 5 novembre demande une indemnisation des délogés.
Sur la base du rapport de synthèse du collège d’experts mandaté à la suite du drame, rendu le 1er mars 2019, la ville demande la réquisition de 7 immeubles du périmètre notifiés d’un arrêté de péril grave et imminent, mais sans urgence: « en réalisant des procédures à l’amiable et, si nécessaire, des expropriations dans le cadre d’une Déclaration d’Utilité Publique ». Il s'agit des immeubles situés du 71 au 83 rue d'Aubagne, qui seront rénovés ou démolis; le n°75 avait fait l’objet d’un arrêté de péril non imminent, temporaire, en 2011.
Début 2019, le gouvernement lance l'idée d'un nouvel audit des 444 écoles primaires à la charge de la municipalité, mais l'amendement à la loi sur l’école de la confiance est retoqué par le Sénat, puis supprimé en commission mixte paritaire le 4 juillet, sous la pression du maire de Marseille et des sénateurs Les Républicains,. Les résultats d'un audit précédent, réalisé par la ville de Marseille en 2016 étaient restés secrets. Mais Libération diffuse en mars 2019 ce document (un simple tableau),, qui fait la liste de 114 écoles nécessitant des travaux variés, 20 étant délabrés, 65 avec des problèmes de chauffage, 38 envahis par les rats etc. La mairie de Marseille réagit à la proposition du gouvernement en mettant au vote le 1er avril 2019 un troisième audit.
Le collectif du 5 novembre, demande la réquisition d'appartements vides pour reloger les personnes évacuées, (Marseille compte plus de 30 000 logements vacants, dont plusieurs centaines sur la rue de la République), mais la majorité municipale s'y oppose,.
En mars 2019, le haut comité pour le logement des personnes défavorisés étrille dans un communiqué la gestion de la crise par la mairie: « le sentiment ressenti par la délégation est que les délogé.e.s, les citoyen.ne.s et
les collectifs accompagnants les sinistré.e.s sont abandonnés. Pour les collectifs et associations reçus,
l’effondrement du 5 novembre a créé un « avant » et un « après », mais l’après n’est calibré ni sur le court
terme face à l’urgence sociale ni sur le long terme sur la lutte contre l’habitat indigne ». Après sa visite à Marseille, Leilani Farha, la rapporteure spéciale de l’ONU sur le logement se déclare en avril 2019 « très inquiète » de la réaction de la municipalité, ne voyant « pas de plan suffisant, de la part des institutions locales et nationales, pour s’occuper de cette situation alarmante ».
Le ton change après l'élection de Michelle Rubirola, et la mairie amorce un dialogue avec les habitants sans pour autant apporter de solutions rapides,.

### Société civile
Au moment où le projet de loi relatif à « l’accélération et la simplification de l’habitat dégradé et des grandes opérations d’aménagement » arrive au Sénat, une coalition d’associations et collectifs marseillais interpelle les parlementaires dans une tribune parue dans Libération, avec vingt propositions pour améliorer le projet de loi,.

## Réhabilitations

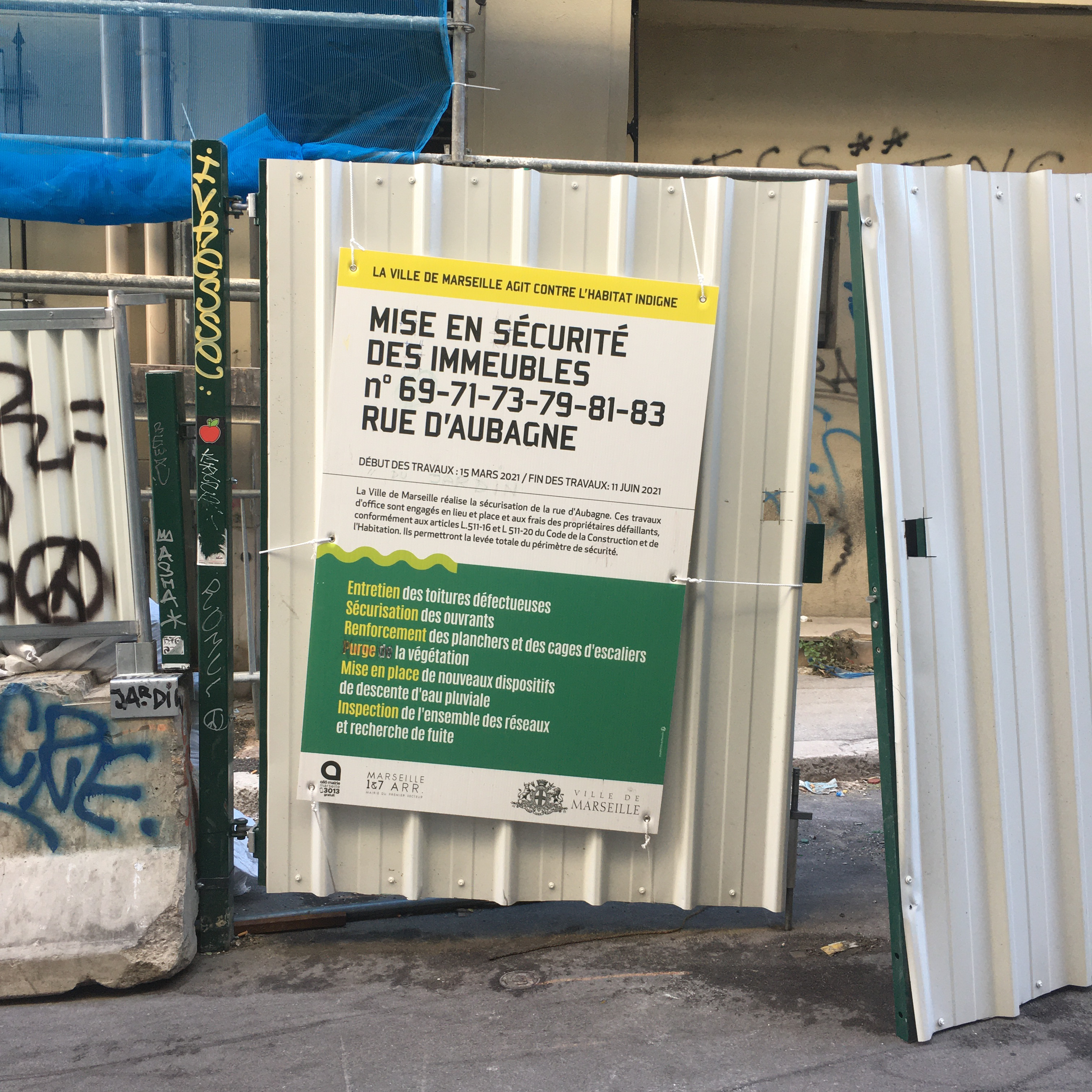
En mai 2021.

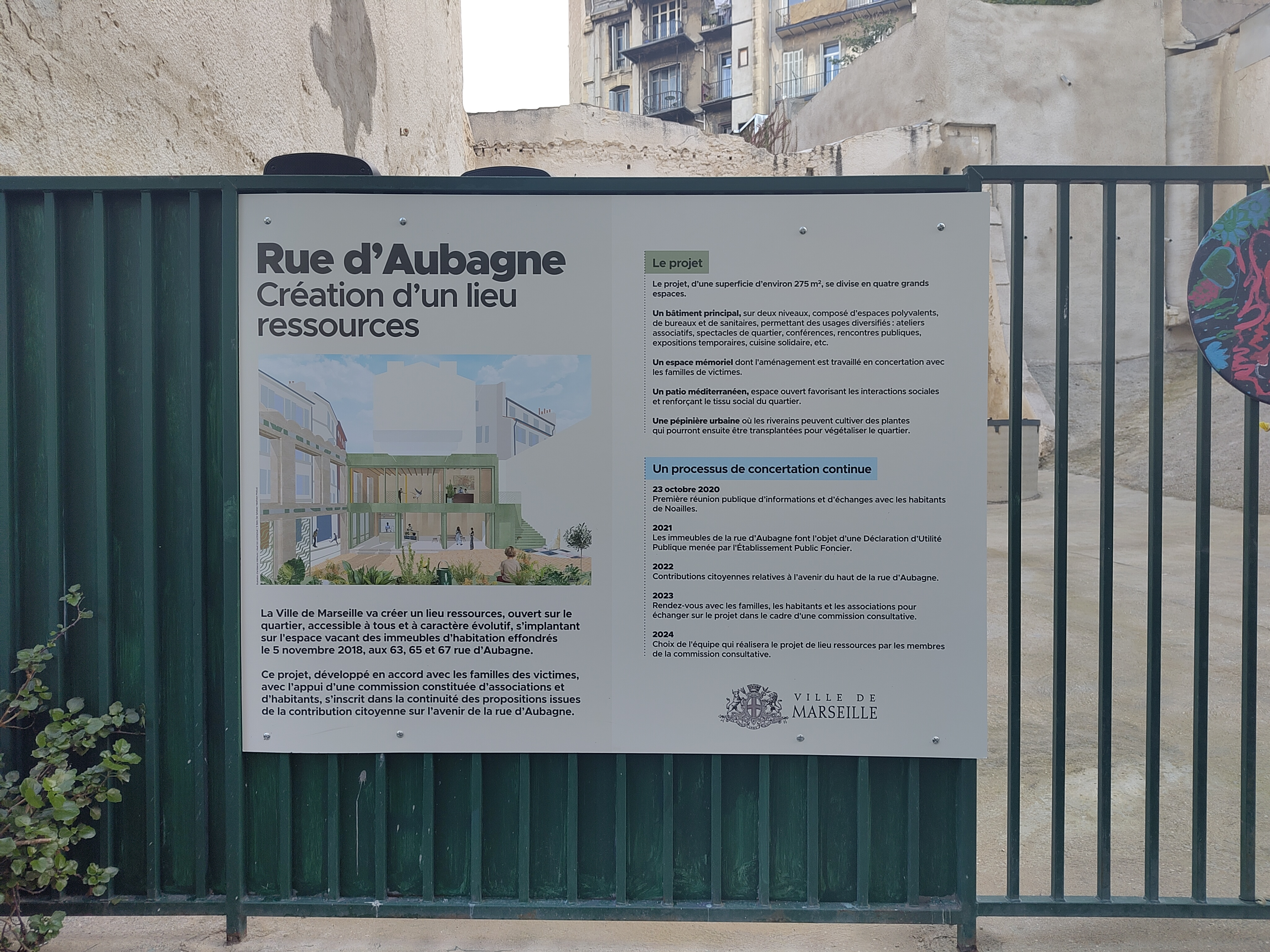
Affiche annonçant en 2024 la création d'un lieu ressources sur l'emplacement des immeubles effondrés.

La Métropole annonce en 2019 un projet partenarial d’aménagement (PPA), qui ambitionne de rénover 10 000 logements en 10 ans. En 2021, rien ne s'est encore passé. Agacé par cette lenteur, l’État met en place en 2021 un projet partenarial d’aménagement visant à la requalification d’un périmètre de 1 000 hectares du centre-ville, il devrait permettre des premières opérations de réhabilitation mi-2022 dans quatre îlots prioritaires, dont Noailles. En 2023, le projet de PPA est toujours officiellement en cours d’élaboration, et la concertation avec les habitants est au point mort.
En février 2021, une enquête préalable à une Déclaration d'Utilité Publique est lancée par la métropole, dans le but de racheter l'îlot d'immeubles allant du 65 au 83 rue d'Aubagne, mais sans préciser la nature du projet, ce qui inquiète les riverains et associations,. Cette déclaration d'utilité publique est annoncée le 24 juin 2021 par la préfecture des Bouches-du-Rhône. Il s'agit de d'acquérir les logements aux numéros no 65 à 83 de la rue d’Aubagne à Marseille, et à terme de réaménager le haut de la rue. Mais une partie des propriétaires concernés refuse l’offre d’achat de l’établissement public foncier et risque l'expropriation. Les propriétaires du 69 (qui fait l’objet d’un arrêté de démolition), 75, 79, 81 et 83 attaquent la déclaration d’utilité publique dans un référé qui est rejeté en novembre 2021 et examiné à nouveau en 2023.
Au printemps 2022, une centaine d’habitants de Noailles participent à une concertation citoyenne sur le devenir de la rue d’Aubagne, organisée par la mairie, qui explique qu'une « nouvelle page » est en train de se tourner,. Les no 69 et 75 sont expropriés.
À l'automne 2022, la quasi totalité des immeubles du haut de la rue d'Aubagne ont été rachetés, par vente amiable dans 80 % des cas ou expropriation. Selon la mairie, seuls “un ou deux dossiers contentieux” bloquent encore. La ville promet une requalification respectueuse du bâti, et de ne pas céder à la gentrification. Le théâtre Mazenod devrait devenir un programme d’équipement public, et une maison pour tous (MPT) devrait voir le jour sur le 44, rue d’Aubagne et le domaine Ventre. Une modification du plan local d’urbanisme intercommunal a fait de la dent creuse « un pré-emplacement réservé pour un équipement public ».
Les immeubles du parc municipal dégradé, en majorité situés à Noailles, Belsunce et au Panier et issus d’achats et d’expropriations menées dans les années 2000 et 2010 par la société publique Marseille aménagement, sont confiés à la société publique SPLA-IN, créée conjointement par l’État, la métropole et la ville et financée par l’agence nationale de rénovation urbaine (ANRU). Les biens isolés ont été vendus aux enchères.
En 2024 la ville annonce l'acquisition des parcelles au nos 63, 65 et 67 et un projet de réaménagement d'un « lieu ressources » dont l'ouverture est prévue à l'automne 2025.
Les travaux commencent en mai 2025 avec la destruction du no 69, et doivent durer trois ans ; ils comprennent la construction d'un lieu ressource et la réhabilitation des immeubles du haut de la rue,.

## Conséquences politiques

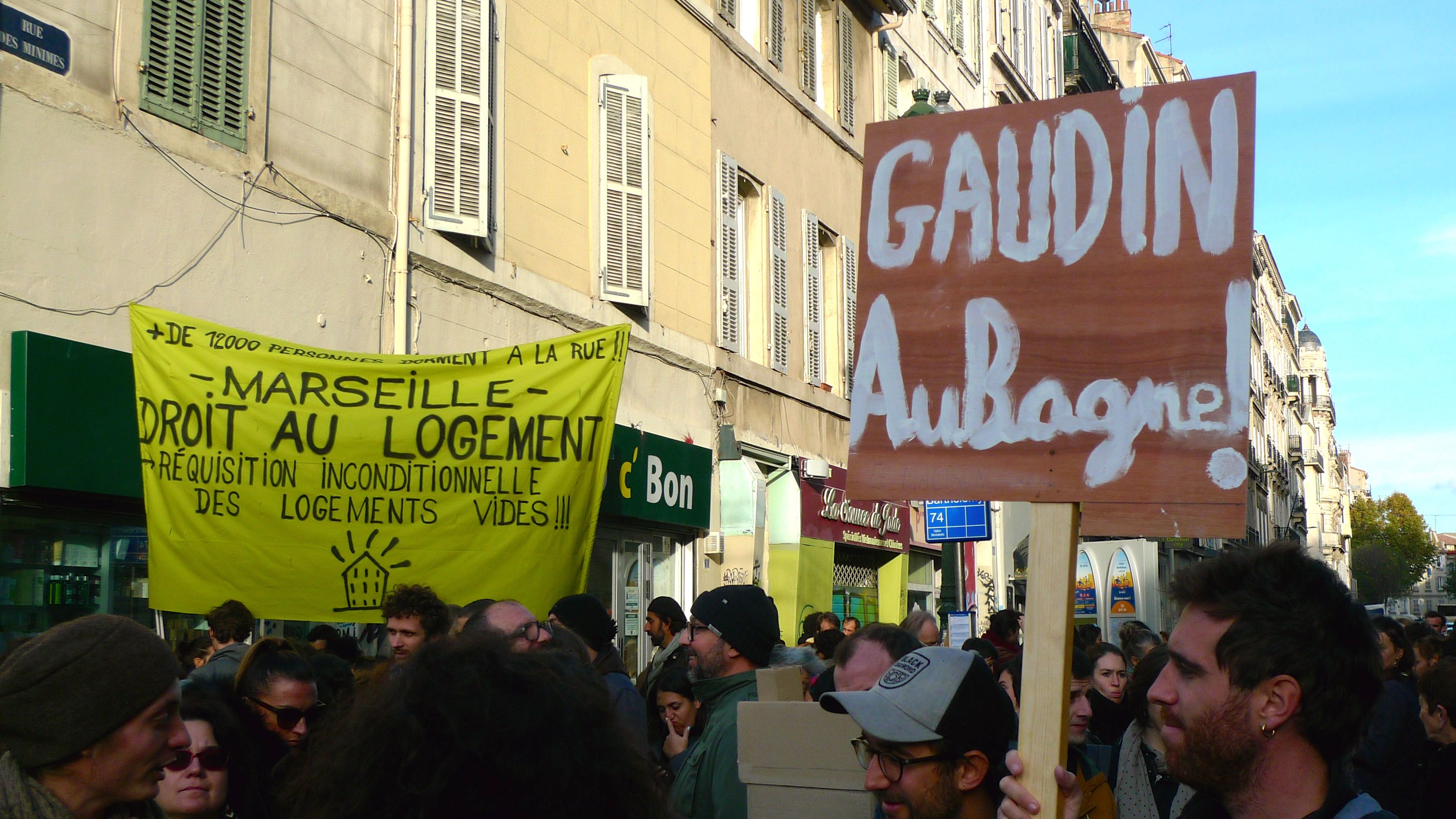
A Marseille le 1er décembre 2018.

Les critiques de la gestion de la ville et des suites de l'accident mettent en difficulté Jean-Claude Gaudin, maire de Marseille depuis 1995,,,,,,. Le 13 novembre, le gouvernement d'Emmanuel Macron presse Jean-Claude Gaudin de faire sans délais le diagnostic du risque que présente l'habitat marseillais, si nécessaire avec l'accompagnement de l'État, et de « mettre rapidement en œuvre le protocole de lutte contre le logement indigne conclu en décembre 2017 », qui ne conseille pourtant pas directement l’habitat dégradé du centre-ville: selon plusieurs observateurs, c'est le signe que l'État et les collectivités territoriales se renvoient la balle,.
Cinq élus Les Républicains, Xavier Cachard, Bernard Jacquier, Thierry Santelli, André Malrait et Frédérick Bousquet, sont pointés du doigt pour être propriétaires de logements effondrés, en péril ou insalubres , mais aucun n'a abandonné son mandat.
Le vice-président du conseil régional Xavier Cachard, propriétaire d'un appartement au 65 rue d'Aubagne, présente sa démission qui est initialement refusée par Renaud Muselier; mais le 15 novembre celui-ci le suspend de ses responsabilités à la Région,,,,. Cette histoire lui vaut d'être écarté du nouveau conseil d'administration de l'Université d'Aix Marseille,.
Bernard Jacquier, vice-président LR de la métropole Aix-Marseille-Provence chargé de la commande publique et des appels d’offres, conseiller d’arrondissements du 6-8, avocat en droit immobilier, propriétaire d'un appartement dans le 3e arrondissement dont il dit ignorer l'état d'insalubrité, démissionne le 17 novembre,, de ses fonctions à la métropole mais il garde, tout comme Xavier Cachard, ses mandats électifs et indemnités,,,. Il gagne l'élection de « mister élu indigne » pendant le carnaval de la Plaine. Il est jugé en 2023.
Thierry Santelli (conseiller municipal, vice-président LR du département et administrateur de Marseille habitat) est aussi propriétaire d'un appartement au nord de la Belle-de-Mai frappé d'un arrêté de péril imminent et évacué le 13 novembre. Il se dit « surpris » (alors qu'il avait été prévenu par la CAF) et n'ayant « rien à [se] reprocher dans cette histoire » mais démissionne de la vice-présidence du département,,, et rend ses délégations municipales, conservant son mandat de conseiller,.
André Malrait (adjoint au maire LR délégué au patrimoine et aux monuments historiques) loue 520 € par mois à une jeune femme un studio insalubre. Il s'agit en fait d'un local de 17 m2 déclaré comme garage à deux roues,. André Malrait s’estime « irréprochable », mais le service communal d’hygiène de la ville confirme le caractère insalubre du logement,, et des élus de gauche réclament sa démission. Il assigne sa locataire en justice, mais ne se présente pas à l'audience. Le juge des référés le condamne à verser 800 € de provision à sa locataire pour la réalisation de travaux de mise en conformité, en attendant que l'affaire soit jugée sur le fond,. La locataire obtient en novembre 2019 2 000 € de dommages et intérêts,,,. En juillet 2021, après le décès d'André Malrait, la justice confirme l’état d’insalubrité de l’appartement.
Le nageur Frédérick Bousquet, élu sur la liste de Jean-Claude Gaudin, est pointé par Marsactu, Médiapart, La Marseillaise et Le Ravi pour avoir réalisé 114 500 euros de plus-value en achetant et revendant un immeuble en péril à une société liée à la ville de Marseille,,,. Cette affaire empêche sa nomination à la tête de la société d’aménagement publique censée rénover l’habitat dégradé à Marseille.
Jacques Ansquer, le coordonnateur des assises citoyennes de l’Habitat voulues par Martine Vassal, fait l'objet d'une enquête préliminaire après que Marsactu révèle qu'il loue des logements indécents,, et quitte le centre communal d’action sociale. Arlette Fructus, adjointe chargée du logement jusqu’à sa démission en janvier 2020, possède trois chambre dans cette copropriété.
Renaud Muselier suspend aussi à partir du 15 novembre Arlette Fructus. Élue centriste, adjointe au maire de Marseille, vice-présidente déléguée à l’habitat, au logement et à la politique de la ville à la métropole, et présidente de la SEM Marseille Habitat, elle avait accusé Muselier de « laisse[r] les bailleurs sociaux en manque de financements »),,. Arlette Fructus refuse de jouer le rôle de « fusible » et annonce le 26 novembre qu'elle quitte la majorité LR pour reprendre sa « liberté de parole ». (Un an plus tard elle est toujours décrite comme « adjointe au maire de Marseille au Logement, à la Politique de la ville et la Rénovation Urbaine, par ailleurs vice-présidente de la Métropole déléguée à l’Habitat ».)   
L’ex-ministre socialiste Marie-Arlette Carlotti demande que soit fait un bilan de la politique de la métropole. Les candidats de la majorité LR à la succession de J.-C. Gaudin, Bruno Gilles et Martine Vassal, initialement silencieux, prennent leurs distances avec le Maire. Bruno Gilles, dans une conférence de presse qu'il donne depuis le Sénat, propose de coordonner la future opération conjointe entre État et collectivités et affirme qu'« il est temps de changer de méthode, de montrer que cette lutte contre l'habitat indigne est une priorité. Cela n'a pas été le cas jusque-là. » La Marseillaise note que Bruno Gilles a passé plus de vingt ans  dans la vie politique locale. En juin 2019, il fait voter au Sénat en première lecture un texte prévoyant la création d'une « police spéciale du logement »,.

## Suites judiciaires

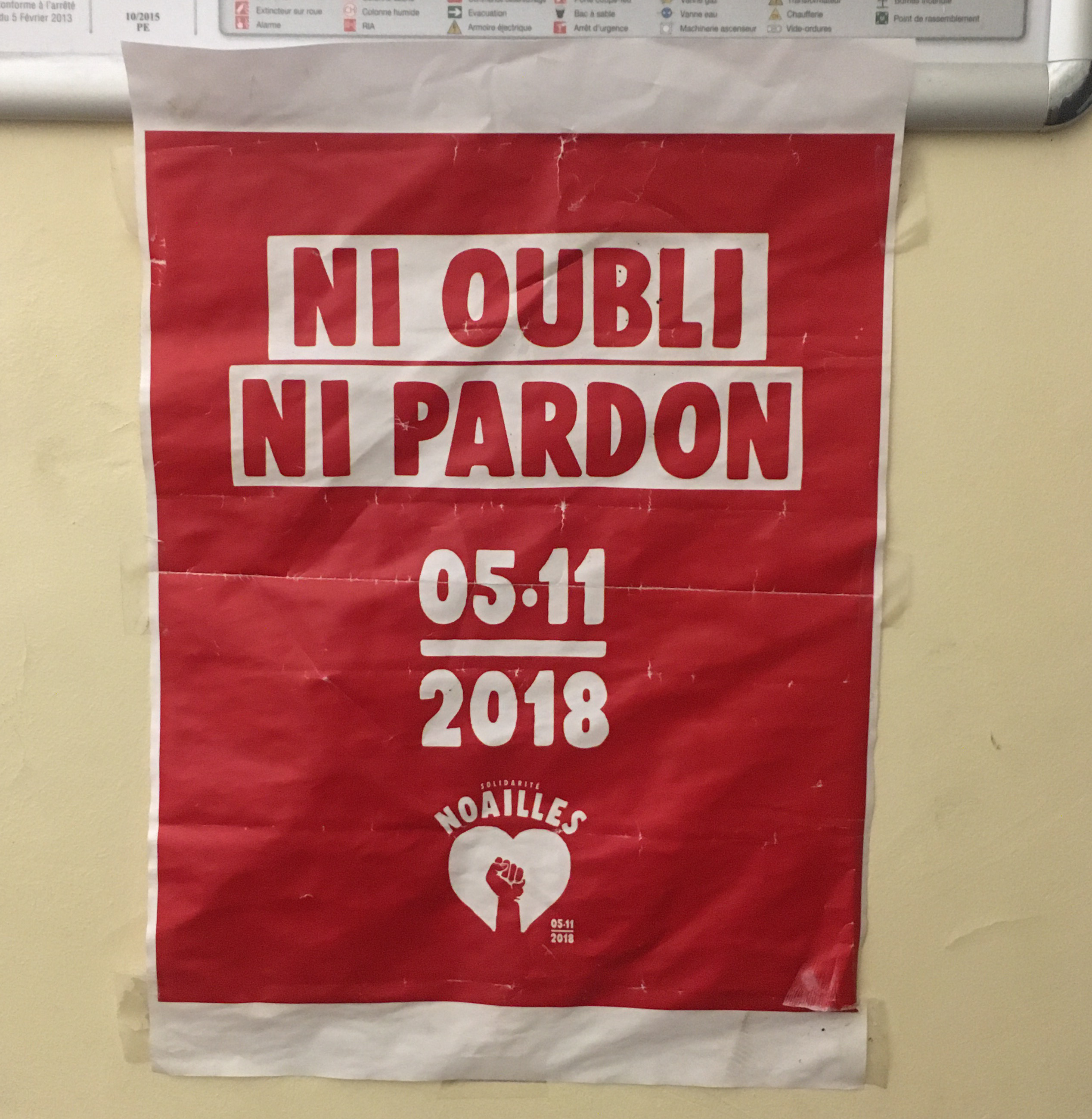
Une affiche à Marseille en 2022.

### Enquête
Une enquête est ouverte par le procureur de la République de Marseille et confiée à la police judiciaire, pour blessures et homicides involontaires,. La procédure pourrait cibler la ville, les experts et toute autre personne impliquée, et s'annonce longue,. Un avocat marseillais présent à la réunion publique du 7 novembre évoque la possibilité d'une action de groupe et la probabilité des poursuites pénales.
Une centaine d’enquêteurs de la police judiciaire et 12 magistrats du parquet travaillent dans le cadre d'une enquête de flagrance, en attendant la désignation de juges d'instruction et l'ouverture éventuelle d'une information judiciaire,. Ils procèdent à des dizaines d’auditions de locataires survivants, de propriétaires, du syndic de copropriété et de membres des services de la mairie et de Marseille Habitat, le bailleur social dépendant de la ville de Marseille, et perquisitionnent les services municipaux et le siège de Marseille Habitat le 13 novembre,,,, les propriétaires du no 65 rue d'Aubagne, notamment Xavier Cachard, le 15 novembre, et huit experts le 16 novembre,,. De nouvelles auditions sont prévues en mai 2019. Le vendredi 18 octobre, la justice convoque l'ensemble des parties civiles; les familles des victimes louent la bienveillance des juges d'instruction.

### Information judiciaire
Le 27 novembre 2018, le parquet de Marseille ouvre une information judiciaire contre X, pour « homicides involontaires » aggravés « par violation manifestement délibérée d'une obligation de prudence ou de sécurité »; elle est confiée à un pôle de trois juges d'instruction, piloté par Matthieu Grand.  Les parties civiles sont au nombre de 19, dont des parents de victimes, la fondation Abbé-Pierre et la fédération nationale des victimes d’attentats et accidents collectifs (Fenvac). Deux experts marseillais sont placés sous le statut de témoins assistés, en juin et fin septembre 2019. Il s'agit de Reynald Filipputti qui avait lancé de nombreuses alertes entre 2014 et 2017 et visité le no 65 10 jours avant l'accident, et de Richard Carta, qui avait ordonné la réintégration du no 65 après une brève évacuation de ses habitants en octobre 2018, malgré les indications de la fragilité du bâtiment.
En octobre 2019, une locataire rescapée d'un des deux immeubles qui se sont effondrés obtient de la propriétaire de l'appartement une indemnisation prévisionnelle. En juin 2020, des réfugiés syriens assignent en justice le propriétaire d'un taudis qui avait cherché à éviter de supporter le coût de leur relogement à l’hôtel; ils obtiennent gain de cause. Le collectif du 5 novembre attaque la ville devant le tribunal administratif pour atteinte aux libertés fondamentales dans sa gestion de l'habitat indigne en péril grave et imminent, en s'appuyant notamment sur un courrier interne resté sans réponse, dans lequel des agents de la direction de prévention et gestion des risques (DPGR) décrivent à leur hiérarchie les dysfonctionnements de leur service; leur requête est rejetée, les juges estimant que « les injonctions sollicitées portent sur des mesures d’ordre structurel reposant sur des choix de politique publique insusceptibles d’être mises en œuvre ».
Les experts Fabrice Mazaud et Henri de Lépinay, chargés par les juges d'instruction d'étudier la structure et l'architecture des immeubles qui se sont effondrés, devaient rendre leur rapport le 31 mars 2020,,, mais l'étude prend du retard, en particulier en raison des difficultés techniques à sonder le soubassement des immeubles effondrés compte tenu de la fragilité des immeubles voisins. Dans leur rapport communiqué mi-juin, les experts expliquent que l’effondrement est la conséquence d’un grand nombre de « manquements majeurs », tels que l'absence de réaction de la municipalité après les alertes reçues en 2014 et 2017, mais aussi l’absence de réaction appropriée de tous les experts et spécialistes informés de l’état des immeubles,,. Selon eux, c’est la rupture d'un poteau supportant le plancher du rez-de-chaussée du no 65 qui a déclenché l’effondrement; les charges se sont ensuite reportées sur les murs mitoyens déjà très fragilisés, celui des no 65 et no 63 cédant en premier,.
Jean-Claude Gaudin est convoqué par les juges en novembre 2021. Devant eux, il minimise son rôle dans la gestion de la ville, se défausse sur ses adjoints successifs Arlette Fructus, Patrick Padovani et Julien Ruas, et minimise ainsi sa propre responsabilité politique et pénale. Il nie avoir été destinataire des courriers envoyés en mars 2017 et 2018 par l’adjointe au logement, Arlette Fructus, l’adjoint à la santé Patrick Padovani et l’adjoint à la sécurité Julien Ruas, qui demandaient plus de moyens pour la lutte contre l’insalubrité. Il explique qu'il ne sait rien de l’organisation des services ni de leurs objectifs chiffrés, qu’il a pourtant fait voter en conseil municipal, et vante son bilan: « si j’avais écouté la chambre régionale des comptes [qui a consacré un rapport à la gestion du patrimoine municipal,], je n’aurais pas fait le stade ».
La ville de Marseille a demandé à se constituer partie civile, mais sa demande a été rejetée, le juge estimant que « l’organisation et le fonctionnement des services de la ville sont au cœur de la procédure d’information »,. Elle renouvelle cette demande en juin 2024.

### Mises en examen
Le juge Matthieu Grand reçoit une deuxième fois les familles des victimes le 10 octobre 2020, avant le début des mises en examen. Dans l'attente des conclusions d'un procès qui pourrait n'avoir lieu que vers 2026 selon un avocat des victimes, les assurances ont procédé à une indemnisation provisoire des parties civiles.
Marseille Habitat, propriétaire du no 63 et mis en cause par des rapports d’expertise pour ne pas avoir mis hors d’eau la partie arrière de l’immeuble, est mis en examen le 3 novembre 2020, de même que le cabinet Liautard, syndic de copropriété chargé du no 65 le 19 novembre 2020, et Richard Carta, l’expert qui a inspecté le no 65 quelques jours avant le drame. Julien Ruas, conseiller d’arrondissement et ancien adjoint chargé du service de gestion et prévention des risques, et qui signait les arrêtés de péril pour le compte du maire,, est mis en examen pour homicides et blessures involontaires par violation délibérée et mise en danger délibérée d’autrui, et perd sa délégation aux écoles; il fait appel de sa mise en examen, ses avocats contestant la validité de son interrogatoire, mais celle-ci est confirmée le 16 mars 2022.
Le juge reçoit à nouveau les familles des victimes le 7 janvier 2022,,. Un point de frustration concerne l'absence de mise en examen des propriétaires du no 65 qui pourraient pourtant, selon les familles des victimes, être incriminés pour un délit de « soumission de personnes vulnérables à des conditions d’hébergement indignes ». Mais chercher à élargir les mises en examen à d’autres personnes aurait pu retarder de plusieurs années la fin de l’instruction,. (Certains propriétaires seront cependant finalement citées par les parties civiles.)  
Les magistrats annoncent la clôture de l'enquête en octobre 2023.

## Procès

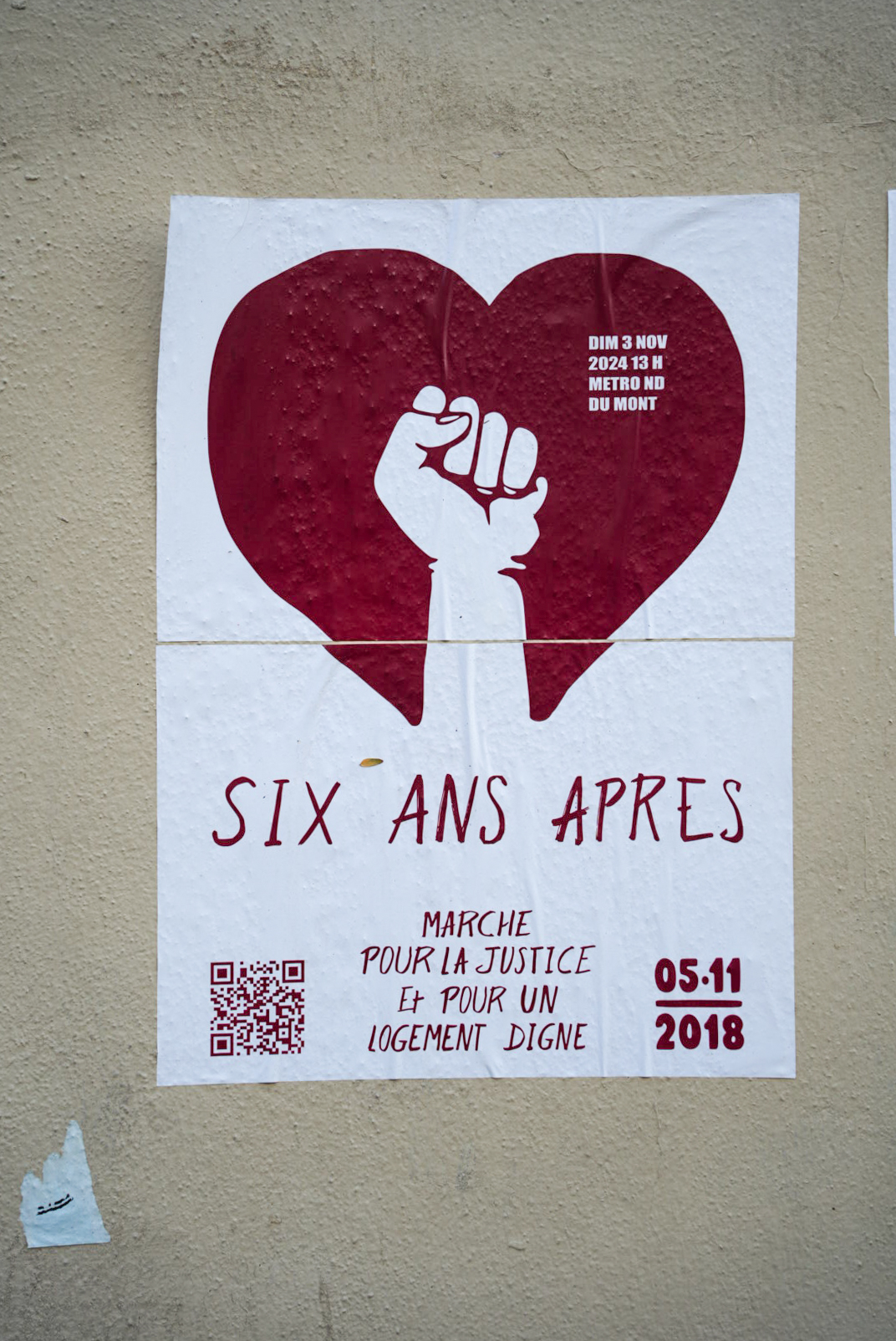
L'affiche d'une manifestation, à quelques jours du début du procès.

Le parquet de Marseille requiert le 14 mars 2024, le renvoi devant le tribunal correctionnel pour « homicides involontaires » et « blessures involontaires » des quatre mis en examen:  
- l'expert et architecte Richard Carta, qui avait réalisé une expertise de l’immeuble dix-neuf jours avant son effondrement ;
- l’ancien adjoint au maire (et toujours élu municipal) Julien Ruas, délégué à la prévention et à la gestion des risques depuis 2014, dont le service, incompétent et victime de coupes claires, a ignoré plusieurs signalements concernants ces immeubles ; parce qu'il bénéficie de la protection fonctionnelle, la ville de Marseille a  déboursé plusieurs centaines de milliers d'euros pour payer ses avocats[624],[625] ;
- la société d’économie mixte  municipale Marseille Habitat, propriétaire du no 63, soupçonnée d’avoir laissé se dégrader sa propriété ;
- la SARL Cabinet Liautard, le syndic du no 65, en liquidation judiciaire[626].

Les juges d’instruction Nathalie Roche et Matthieu Grand ordonnent le 17 avril 2024 le renvoi devant le tribunal correctionnel des quatre mis en examen,. Le procès est annoncé du 7 novembre au 18 décembre 2024. Quatre-vingt deux parties civiles sont constituées. Le procureur déplore que de nombreux intervenants ont été alertés de « fragilité structurelle [de ces immeubles] sans en tirer les conséquences qui s’imposaient ». Cela illustre selon lui « une accoutumance [des professionnels] à la vétusté des bâtiments dans lesquels ils exerçaient leurs métiers, qui a occulté leur vigilance car un simple examen visuel des façades est édifiant, même pour un profane du bâtiment ».
Les parties civiles demandent que soient aussi citées douze autres prévenus, qui avaient été entendus comme témoins par les juges d’instruction, et sont poursuivis pour soumission de personnes vulnérables à des conditions d’hébergement indignes (qui suppose que les personnes poursuivies soient pleinement conscientes de l’état de vulnérabilité de leurs locataires mais aussi de l’indignité des logements qu’elles louaient):
- deux cadres de Marseille Habitat (propriétaire du no 63), son directeur général Christian Gil et Christian Coulange,
- le gestionnaire du no 65 pour le compte du cabinet Liautard, Jean-François Valentinin,
- certains des 10 propriétaires du no 65 ; parmi ceux-ci, le conseiller régional LR Xavier Cachard, qui était aussi l’avocat du syndic[620].

Le procès se déroule à Marseille à partir du 7 novembre 2024 dans la salle « PHN », celle des « procès hors norme », inaugurée en 2022 avec le procès du dentiste Guedj, située à la caserne du Muy dans le quartier de la Belle de Mai,.
Le jour de l'ouverture du procès, le président Pascal Gand explique les modalités des débats, notamment la considération pour les victimes et l'exigence de neutralité.
Le deuxième jour, le tribunal examine les requêtes en nullité déposées par les avocats des propriétaires du no 65, qui regrettent notamment de ne pas avoir assez d'informations sur ce qui leur est reproché pour organiser leur défense ; le président joint ces points au fond : ils seront tranchés dans le jugement,. Les 16 prévenus ont contesté en bloc les faits reprochés ; Julien Ruas se décrit comme « le bouc émissaire idéal », Xavier Cachard explique qu' « un propriétaire n’est pas le gardien des parties communes », Richard Carta estime que l'effondrement ne se serait pas produit si les travaux qu’il avait préconisés avaient été faits correctement.
La directrice d’enquête est auditionnée mardi 12 novembre. La deuxième semaine est consacrée au descriptif des immeubles et au scénario des effondrements avec les auditions d'experts (l’architecte Fabrice Mazaud et l’ingénieur Henri de Lépinay) qui expliquent que le no 65 s’est effondré sur lui-même en premier après la rupture d’un poteau en sous-sol, sans lien direct avec les pluies des jours précédents. L'état structurel très abimé de l'immeuble avait fait l'objet d'alertes depuis 2014 avec une accélération quelques jours avant l'effondrement. Les experts estiment que l'effondrement de l'immeuble était inéluctable dès le 22 octobre, lorsqu'une cloison bouffée est remplacée ; un cliché pris fin octobre 2018 par l'expert Richard Carta montre que le poteau du sous-sol est déjà plié ; et les alertes des occupants, à partir du 2 novembre, qui constataient que les portes de palier étaient bloquées, indiquaient clairement que l'immeuble était en train de s'affaisser,.
L'étude des parcours de vie des parties civiles et occupants du no 65 débute le vendredi 15,,. Les propriétaires se défendent d'avoir été alertés de la gravité de la situation mais sont contredits par le président : Xavier Cachard explique que « jamais on ne [lui] a demandé de faire des travaux structurels ». Il estime que l' « l’immeuble n’était pas si dangereux que cela, sinon il n’y aurait pas autant de gens qui seraient restés y vivre » . Richard Carta se justifie à la barre de sa mauvaise évaluation du péril lors de sa rapide visite du no 65 au terme de laquelle il avait autorisé la réintégration des occupants de l’immeuble, deux semaines avant l'effondrement,, alors qu'un an auparavant, un ingénieur structure, Anthony Knellwolf, avait lui observé des « désordres [qui] représentent un risque réel pour les biens et les personnes à court terme » ,. Reynald Filipputti, l'architecte qui avait le plus étudié les immeubles depuis 2014, placé sous ls statut de témoin assisté, est absent pour raisons de santé. 
Le tribunal examine également les responsabilités de la municipalité et de Marseille Habitat. Arlette Fructus, l'adjointe au maire chargée du logement (qui avait vainement tenté en 2017 de mettre sur la table le sujet de l’habitat indigne, et démissionné en janvier 2020) estime que « la question de l’habitat indigne n’était pas une priorité municipale ». Julien Ruas (LR), l'adjoint chargé des marins-pompiers et de la prévention des risques urbains resté proche de Jean-Claude Gaudin, se défend en disant ne se préoccuper que des immeubles qui faisaient l'objet d'un signalement (« Je m’occupe des immeubles en péril, pas des immeubles en général »). Il lui est reproché de n'avoir pas cherché à obtenir des moyens pour son service (ses effectifs ont été divisés par deux entre 2012 et 2018), ce qui aurait entrainé l’impossibilité d’utiliser les financements votés par la municipalité (6,5 millions d’euros  en 2013) pour se substituer aux propriétaires défaillants. Alerté deux fois sur « un risque réel pour les biens et les personnes à court terme » au l'immeuble no 65, le service municipal, décrit comme incompétent, avait à chaque fois contrôlé le no 67 et écarter la procédure de péril. Le directeur technique de Marseille Habitat confesse la mauvaise gestion du no 63, les experts ayant mis en évidence sa responsabilité dans l'agravation des ruisselements en fond de cour qui ont fragilisé les immeubles,.
Les parties civiles plaident à partir du 5 décembre,,. Les avocats de Julien Ruas font feu de tout bois et le présentent comme un bouc émissaire ; ils plaident la relaxe, de même que les avocats des autres prévenus, qui se renvoient la responsabilité.  
Des réquisitions sévères sont prises le 12 décembre contre quatorze des seize prévenus. Le parquet requiert diverses amendes et interdictions d'exercer, et des peines d’emprisonnement ferme contre un élu (3 ans pour Julien Ruas), un expert judiciaire (trois ans pour l'expert Richard Carta), des professionnels de l’immobilier (trente mois pour Michel Sastre, gestionnaire du syndic Liautard et Christian Gil, le directeur de Marseille Habitat) et des propriétaires (cinq ans pour Xavier Cachard ; quatre ans pour Gilbert Ardilly).
Le jugement est mis en délibéré au 7 juillet 2025, le temps pour les juges d'établir « ce que l’on nomme la vérité judiciaire »,.
Les peines prononcées sont,,,
- Xavier Cachard, coproriétaire, élu régional et avocat du syndic de copropriété du no 65 : quatre ans de prison dont deux fermes à domicile sous bracelet électronique, 100 000 € d’amende, plus 50 000 € pour sa SARL. Les juges lui repprochent « une stratégie, concertée avec le syndic cabinet Liautard, visant à retarder et à éviter les travaux rendus nécessaires par les problèmes structurels de l’immeuble pour, in fine, ne pas débourser d’argent ». Il annonce son intention de faire appel.
- Gilbert Ardilly, l’un des propriétaires de l’appartement du 1er étage associé à son épouse et à son fils au sein d'une société civile immobilière  : quatre ans de prison dont deux fermes à domicile sous bracelet électronique, 40 000 € d'amende, pour avoir « fait preuve d’une indifférence totale en n’exécutant pas les travaux » nécessaires.
- Sébastien Ardilly, son fils : trois ans de prison dont un an ferme sous bracelet électronique, 30 000 € d'amende.
- Sa femme Martine : trois ans de prison avec sursis, 20 000 € d'amende, pour ses investigations décrites comme bâclées.
- Richard Carta, architecte expert : deux ans de prison avec sursis, interdiction définitive d’exercer une mission d’expertise dans le domaine de l’architecture.
- Julien Ruas : deux ans de prison avec sursis et interdiction d’exercer une fonction publique pendant cinq ans, parce qu'il ne s'est « aucunement mobilisé pour mettre en place une politique volontariste de lutte contre les immeubles en péril », alors qu'il avait été destinataire du rapport de Christian Nicol, dès 2014, et n'avait utilisé qu'une très petite partie du budget de 6,5 M€ voté par la Ville de Marseille en 2013 pour financer la sécurisation d'immeubles privés en ruine.
- Jean-François Valentin, gestionnaire du syndic Liautard : trois ans de prison avec sursis, 8 000 € d’amende et interdiction définitive d’exercer l’activité de gestionnaire de syndic.
- Le syndic Liautard, en liquidation judiciaire : plus de 100 000 € d'amendes.

Six autres prévenus sont relaxés. Le tribunal alloue 1,5 M€ de dommages et intérêts aux familles des victimes et à des riverains de la rue d’Aubagne, expulsés, relogés, expropriés. Les juges reconnaissent ainsi le « préjudice permanent exceptionnel résultant de la destruction du cadre de vie » dont le caractère collectif implique « une communauté d’habitants marseillais ».
Le parquet, les prévenus et les parties civiles font appel.
L’audience sur les intérêts civils est prévue le 24 octobre.

## Lutte contre l'habitat indigne par le parquet de Marseille
Début 2019, le parquet créé un « Groupe local de traitement de la délinquance dédié à la lutte contre l'habitat indigne »,. Cinquante enquêtes concernant le non-respect d’un arrêté de péril et 25 enquêtes significatives pour des faits relevant de l’insalubrité sont ouvertes,. De 2020 à 2024, 28 dossiers ont été jugés, 25 condamnations prononcées, dont six peines de prison ferme à l’encontre de marchands de sommeil.
Après une audience le 15 juin 2021, plusieurs peines sont prononcées à l'encontre de loueurs d'immeubles insalubres. Douze personnes et six personnes morales soupçonnées d'être des marchands de sommeil ou d'avoir loué des logements insalubres ou dangereux sont jugées le 21 juin 2021 par le tribunal correctionnel de Marseille. Le 7 juillet, Chadi Younes, un propriétaire de logement insalubre, est condamné à deux ans de prison dont un an ferme pour mise en danger de la vie d’autrui, à 50 000 € d’amende et à l’interdiction d’acquérir un bien immobilier; sa SCI Celiam est condamnée à 100 000 € d’amende, ; la peine est réduite en appel. Le même jour, une autre marchande de sommeil récidiviste écope d’une peine de prison ferme, 18 mois au total et 10 000 € d’amendes. Cinq autres affaires sont renvoyées à 2022. En février 2022, Pierre-Yves Loiseau, un ex notaire âgé de 42 ans est jugé pour mise en danger d'autrui et refus d'exécuter des travaux dans l'un de ses nombreux biens ; sept de ses immeubles étaient frappés d'un arrêté de mise en sécurité ou d'insalubrité ; il est condamné à un an de prison,.
En avril 2022, les deux copropriétaires d'un immeuble sur le boulevard de la Libération évacué en 2018 puis mis en péril en février 2019 sont condamnés en première instance à quatre mois de prison ferme pour mise en danger de la vie d’autrui,; ils plaident la relaxe en appel en avril 2023, et l'obtiennent. À cette date, l'immeuble a été rénové grâce à une importante subvention de l’agence nationale d’amélioration de l’habitat (ANAH) attribuée selon le magazine Marsactu en conflit d'intérêts.
Les propriétaires occupants et le syndic du 234 avenue Salengro, évacués depuis novembre 2018 et attaqués pour mise en danger de la vie d'autrui, sont finalement relaxés.
Après plusieurs signalements par la municipalité, une enquête est ouverte sur le cas de Maurice Olivieri, dont Marsactu dit qu'il est « présenté comme l'un des pires marchands de sommeil de la ville », tandis que Gérard Gallas, un ancien policier qui louait 122 appartements exigus et insalubres, est jugé pour les délits de mise en danger et de soumission à des conditions de logement indignes; la ville de Marseille se constitue partie civile.
L'ancien vice-président de la Métropole Bernard Jacquier comparaît en avril 2023 avec ses anciens copropriétaires et le syndic devant le tribunal correctionnel pour avoir laissé pourrir un immeuble au no 25 rue de la Crimée dans le quartier de la Belle de Mai. Le procureur requiert trois mois de prison avec sursis et 5000 euros d'amende. Bernard Jacquier et les neuf autres copropriétaires sont relaxés, et le syndic condamné,.

## Dans les arts et la culture
L'exposition de photographies « Depuis Noailles » en janvier 2019 est un hommage au quartier de Noailles. Les expositions « 1 an avec les délogés » d'Anthony Micallef et « La dent creuse, cartographie de la colère » de la photographe Agnès Mellon et de la journaliste Chrystèle Bazin, commémorent l'anniversaire du drame.
En 2019, la documentariste Karine Bonjour compile des textes et des images pour constituer un véritable travail d'archive autour des réactions qu'on suscité les effondrements. Ce travail donne lieu à un ouvrage paru aux éditions Parenthèses, Rue d'Aubagne, récit d'une rupture.
Une mobilisation des cinéastes, à l'initiative de l'Association des auteurs réalisateurs du Sud-Est, aboutit à l'organisation de soirées de soutien mensuelles et à la mise en place de la « Tribune Ouverte Noailles », recueil de témoignages filmés des habitants de Noailles et des autres quartiers de Marseille pour que se constituent une parole et une mémoire collectives autour du drame du 5 novembre et du mal logement. Les témoignages sont mis en ligne sur le site de Marsactu.
En 2020, à Marseille, la biennale d’art contemporain Manifesta 13 montre le travail sonore d'Annika Erichsen autour du drame de la rue d’Aubagne,.
Le vingt-troisième film de Robert Guédiguian, Et la fête continue !, prend pour point de départ le drame de la rue d'Aubagne.
Sharon Tulloch témoigne des conséquences de la crise de l’habitat insalubre et évoque les migrations dans sa performance scénique, Un voyage accidentel.
Un jeu de sensibilisation à la problématique du mal-logement sur Marseille, le Taudis-Poly, une variante du Monopoly, est créé par l'association Didac'Ressources,,.
La pièce de théatre « 65 rue d'Aubagne » de Mathilde Aurier est créée en 2025. 

## Dans d'autres villes françaises
En juin 2021, des immeubles rue de la Rousselle et rue Planterose, dans le centre historique de Bordeaux, s'effondrent sans faire de victime.
En novembre 2022, l'effondrement de deux immeubles de trois étages de la rue Pierre-Mauroy dans le centre ville de Lille fait un mort.

### Documentaires audio
- Sonia Kronlund, « Les pieds sur terre - "Marseille : enquête sur les logements insalubres" » [audio], France Culture, 15 novembre 2018
- Sonia Kronlund, « Les pieds sur terre - "Le drame du logement à Marseille : une aubaine pour qui ?" » [audio], France Culture, 19 décembre 2018
- (en-GB) BBC, « Assignment - Marseille: France’s crumbling city » [audio], sur bbc.co.uk, 28 juin 2019
- Jacques Monin, « Retour à Marseille : la vie après Aubagne » [audio], sur France Inter, 9 mars 2019
- Guillaume Erner, « Les taudis marseillais : comment en est-on arrivé là ? » [audio], sur France Culture, 15 décembre 2019 (consulté le 16 décembre 2019)
- Emmanuel Laurentin, « A-t-on tiré les leçons des effondrements de la rue d’Aubagne ? » [audio], sur France Culture, 5 novembre 2019
- « "9h05", notre podcast sur le drame de la rue d'Aubagne. Épisode 1/8 : l'élan de solidarité » [audio], sur LaProvence.com, 26 octobre 2020 (consulté le 28 octobre 2020)
- Guillaume Erner, « Les taudis marseillais : comment en est-on arrivé là ? » [audio], sur France Culture, Superfail, 20 décembre 2020

### Vidéos
- [vidéo] « Le bataillon de marins-pompiers de Marseille et les pompiers 13 livrent les images des recherches », sur YouTube
- [vidéo] « Le Monde: "Deux immeubles vétustes se sont effondrés en plein centre de Marseille, le 5 novembre au matin, dans une rue du quartier de Noailles" », sur YouTube
- (en) [vidéo] « The Guardian: Marseille: search continues after buildings collapse », sur YouTube
- AJ+, « Que deviennent les délogé·e·s de Marseille ? » [vidéo], sur AJ+ en Français, 8 septembre 2019
- SCAN Franceinfo, « "Marseille, l'effondrement et la colère" » [vidéo], France Info, 1er décembre 2018
- Romain Boutilly, Perrine Bonnet, Swanny Thiébaut et Annie Triboire, « Envoyé spécial: Marseille, une ville effondrée » [vidéo], sur France Info, 13 décembre 2018
- Richard Bonnet, « Marseille en plein délabrement » [vidéo], sur ARTE, 1er janvier 2019
- « Après l’effondrement », un film documentaire d'Alain Barlatier, 2019.« Critique "Après l'effondrement", documentaire d'Alain Barlatier sur la rue d'Aubagne », sur le Ravi, 31 décembre 2019 (consulté le 13 janvier 2020)
- « ARTE Regards - Logements délabrés : Marseille, une ville sinistrée », sur ARTE, 21 avril 2022 (consulté le 21 avril 2022)
- Nicolas Serve et Orianne Ciantar Olive, « La Dent creuse » [vidéo], 2025« Militantes, riveraines, délogées… Elles racontent l’après-drame de la rue d’Aubagne », Marsactu, 19 juillet 2025

### Théâtre
- Mathilde Aurier, 65 rue d'Aubagne (pièce de théâtre), Esse Que éditions, 8 mai 2025 (ISBN 9782487746091, EAN 9782487746091)

#### Dossiers
- La Provence, « "Marseille fraternelle" : un supplément de 20 pages pour rendre hommage aux victimes du drame de la rue d'Aubagne », La Provence,‎ 11 novembre 2018 (lire en ligne, consulté le 11 novembre 2018)
- « Effondrements de la rue d'Aubagne, du drame à l'enquête », sur Marsactu (consulté le 6 novembre 2021)
- « L’effondrement. 5 novembre 2018, récit d’un drame qui a bouleversé Marseille », Marsactu,‎ 5 novembre 2024 (lire en ligne )